# 1765
Portal Geschichte | Portal Biografien | Aktuelle Ereignisse | Jahreskalender | Tagesartikel

◄ |
17. Jahrhundert |
18. Jahrhundert
| 19. Jahrhundert | ►

◄ |
1730er |
1740er |
1750er |
1760er
| 1770er | 1780er | 1790er | ►

◄◄ |
◄ |
1761 |
1762 |
1763 |
1764 |
1765
| 1766 | 1767 | 1768 | 1769 | ► | ►►
Staatsoberhäupter  · Nekrolog · Kunstjahr · Literaturjahr · Musikjahr
| Januar | Januar | Januar | Januar | Januar | Januar | Januar | Januar |
| Kw     | Mo     | Di     | Mi     | Do     | Fr     | Sa     | So     |
| ------ | ------ | ------ | ------ | ------ | ------ | ------ | ------ |
| 1      |        | 1      | 2      | 3      | 4      | 5      | 6      |
| 2      | 7      | 8      | 9      | 10     | 11     | 12     | 13     |
| 3      | 14     | 15     | 16     | 17     | 18     | 19     | 20     |
| 4      | 21     | 22     | 23     | 24     | 25     | 26     | 27     |
| 5      | 28     | 29     | 30     | 31     |        |        |        |

| Februar | Februar | Februar | Februar | Februar | Februar | Februar | Februar |
| Kw      | Mo      | Di      | Mi      | Do      | Fr      | Sa      | So      |
| ------- | ------- | ------- | ------- | ------- | ------- | ------- | ------- |
| 5       |         |         |         |         | 1       | 2       | 3       |
| 6       | 4       | 5       | 6       | 7       | 8       | 9       | 10      |
| 7       | 11      | 12      | 13      | 14      | 15      | 16      | 17      |
| 8       | 18      | 19      | 20      | 21      | 22      | 23      | 24      |
| 9       | 25      | 26      | 27      | 28      |         |         |         |

| März | März | März | März | März | März | März | März |
| Kw   | Mo   | Di   | Mi   | Do   | Fr   | Sa   | So   |
| ---- | ---- | ---- | ---- | ---- | ---- | ---- | ---- |
| 9    |      |      |      |      | 1    | 2    | 3    |
| 10   | 4    | 5    | 6    | 7    | 8    | 9    | 10   |
| 11   | 11   | 12   | 13   | 14   | 15   | 16   | 17   |
| 12   | 18   | 19   | 20   | 21   | 22   | 23   | 24   |
| 13   | 25   | 26   | 27   | 28   | 29   | 30   | 31   |

| April | April | April | April | April | April | April | April |
| Kw    | Mo    | Di    | Mi    | Do    | Fr    | Sa    | So    |
| ----- | ----- | ----- | ----- | ----- | ----- | ----- | ----- |
| 14    | 1     | 2     | 3     | 4     | 5     | 6     | 7     |
| 15    | 8     | 9     | 10    | 11    | 12    | 13    | 14    |
| 16    | 15    | 16    | 17    | 18    | 19    | 20    | 21    |
| 17    | 22    | 23    | 24    | 25    | 26    | 27    | 28    |
| 18    | 29    | 30    |       |       |       |       |       |

| Mai | Mai | Mai | Mai | Mai | Mai | Mai | Mai |
| Kw  | Mo  | Di  | Mi  | Do  | Fr  | Sa  | So  |
| 18  |     |     | 1   | 2   | 3   | 4   | 5   |
| 19  | 6   | 7   | 8   | 9   | 10  | 11  | 12  |
| 20  | 13  | 14  | 15  | 16  | 17  | 18  | 19  |
| 21  | 20  | 21  | 22  | 23  | 24  | 25  | 26  |
| 22  | 27  | 28  | 29  | 30  | 31  |     |     |
| --- | --- | --- | --- | --- | --- | --- | --- |

| Juni | Juni | Juni | Juni | Juni | Juni | Juni | Juni |
| Kw   | Mo   | Di   | Mi   | Do   | Fr   | Sa   | So   |
| ---- | ---- | ---- | ---- | ---- | ---- | ---- | ---- |
| 22   |      |      |      |      |      | 1    | 2    |
| 23   | 3    | 4    | 5    | 6    | 7    | 8    | 9    |
| 24   | 10   | 11   | 12   | 13   | 14   | 15   | 16   |
| 25   | 17   | 18   | 19   | 20   | 21   | 22   | 23   |
| 26   | 24   | 25   | 26   | 27   | 28   | 29   | 30   |

| Juli | Juli | Juli | Juli | Juli | Juli | Juli | Juli |
| Kw   | Mo   | Di   | Mi   | Do   | Fr   | Sa   | So   |
| ---- | ---- | ---- | ---- | ---- | ---- | ---- | ---- |
| 27   | 1    | 2    | 3    | 4    | 5    | 6    | 7    |
| 28   | 8    | 9    | 10   | 11   | 12   | 13   | 14   |
| 29   | 15   | 16   | 17   | 18   | 19   | 20   | 21   |
| 30   | 22   | 23   | 24   | 25   | 26   | 27   | 28   |
| 31   | 29   | 30   | 31   |      |      |      |      |

| August | August | August | August | August | August | August | August |
| Kw     | Mo     | Di     | Mi     | Do     | Fr     | Sa     | So     |
| ------ | ------ | ------ | ------ | ------ | ------ | ------ | ------ |
| 31     |        |        |        | 1      | 2      | 3      | 4      |
| 32     | 5      | 6      | 7      | 8      | 9      | 10     | 11     |
| 33     | 12     | 13     | 14     | 15     | 16     | 17     | 18     |
| 34     | 19     | 20     | 21     | 22     | 23     | 24     | 25     |
| 35     | 26     | 27     | 28     | 29     | 30     | 31     |        |

| September | September | September | September | September | September | September | September |
| Kw        | Mo        | Di        | Mi        | Do        | Fr        | Sa        | So        |
| --------- | --------- | --------- | --------- | --------- | --------- | --------- | --------- |
| 35        |           |           |           |           |           |           | 1         |
| 36        | 2         | 3         | 4         | 5         | 6         | 7         | 8         |
| 37        | 9         | 10        | 11        | 12        | 13        | 14        | 15        |
| 38        | 16        | 17        | 18        | 19        | 20        | 21        | 22        |
| 39        | 23        | 24        | 25        | 26        | 27        | 28        | 29        |
| 40        | 30        |           |           |           |           |           |           |

| Oktober | Oktober | Oktober | Oktober | Oktober | Oktober | Oktober | Oktober |
| Kw      | Mo      | Di      | Mi      | Do      | Fr      | Sa      | So      |
| ------- | ------- | ------- | ------- | ------- | ------- | ------- | ------- |
| 40      |         | 1       | 2       | 3       | 4       | 5       | 6       |
| 41      | 7       | 8       | 9       | 10      | 11      | 12      | 13      |
| 42      | 14      | 15      | 16      | 17      | 18      | 19      | 20      |
| 43      | 21      | 22      | 23      | 24      | 25      | 26      | 27      |
| 44      | 28      | 29      | 30      | 31      |         |         |         |

| November | November | November | November | November | November | November | November |
| Kw       | Mo       | Di       | Mi       | Do       | Fr       | Sa       | So       |
| -------- | -------- | -------- | -------- | -------- | -------- | -------- | -------- |
| 44       |          |          |          |          | 1        | 2        | 3        |
| 45       | 4        | 5        | 6        | 7        | 8        | 9        | 10       |
| 46       | 11       | 12       | 13       | 14       | 15       | 16       | 17       |
| 47       | 18       | 19       | 20       | 21       | 22       | 23       | 24       |
| 48       | 25       | 26       | 27       | 28       | 29       | 30       |          |

| Dezember | Dezember | Dezember | Dezember | Dezember | Dezember | Dezember | Dezember |
| Kw       | Mo       | Di       | Mi       | Do       | Fr       | Sa       | So       |
| -------- | -------- | -------- | -------- | -------- | -------- | -------- | -------- |
| 48       |          |          |          |          |          |          | 1        |
| 49       | 2        | 3        | 4        | 5        | 6        | 7        | 8        |
| 50       | 9        | 10       | 11       | 12       | 13       | 14       | 15       |
| 51       | 16       | 17       | 18       | 19       | 20       | 21       | 22       |
| 52       | 23       | 24       | 25       | 26       | 27       | 28       | 29       |
| 1        | 30       | 31       |          |          |          |          |          |

| Januar | Januar | Januar | Januar | Januar | Januar | Januar | Januar |
| Kw     | Mo     | Di     | Mi     | Do     | Fr     | Sa     | So     |
| ------ | ------ | ------ | ------ | ------ | ------ | ------ | ------ |
| 1      |        | 1      | 2      | 3      | 4      | 5      | 6      |
| 2      | 7      | 8      | 9      | 10     | 11     | 12     | 13     |
| 3      | 14     | 15     | 16     | 17     | 18     | 19     | 20     |
| 4      | 21     | 22     | 23     | 24     | 25     | 26     | 27     |
| 5      | 28     | 29     | 30     | 31     |        |        |        |

| Februar | Februar | Februar | Februar | Februar | Februar | Februar | Februar |
| Kw      | Mo      | Di      | Mi      | Do      | Fr      | Sa      | So      |
| ------- | ------- | ------- | ------- | ------- | ------- | ------- | ------- |
| 5       |         |         |         |         | 1       | 2       | 3       |
| 6       | 4       | 5       | 6       | 7       | 8       | 9       | 10      |
| 7       | 11      | 12      | 13      | 14      | 15      | 16      | 17      |
| 8       | 18      | 19      | 20      | 21      | 22      | 23      | 24      |
| 9       | 25      | 26      | 27      | 28      |         |         |         |

| März | März | März | März | März | März | März | März |
| Kw   | Mo   | Di   | Mi   | Do   | Fr   | Sa   | So   |
| ---- | ---- | ---- | ---- | ---- | ---- | ---- | ---- |
| 9    |      |      |      |      | 1    | 2    | 3    |
| 10   | 4    | 5    | 6    | 7    | 8    | 9    | 10   |
| 11   | 11   | 12   | 13   | 14   | 15   | 16   | 17   |
| 12   | 18   | 19   | 20   | 21   | 22   | 23   | 24   |
| 13   | 25   | 26   | 27   | 28   | 29   | 30   | 31   |

| April | April | April | April | April | April | April | April |
| Kw    | Mo    | Di    | Mi    | Do    | Fr    | Sa    | So    |
| ----- | ----- | ----- | ----- | ----- | ----- | ----- | ----- |
| 14    | 1     | 2     | 3     | 4     | 5     | 6     | 7     |
| 15    | 8     | 9     | 10    | 11    | 12    | 13    | 14    |
| 16    | 15    | 16    | 17    | 18    | 19    | 20    | 21    |
| 17    | 22    | 23    | 24    | 25    | 26    | 27    | 28    |
| 18    | 29    | 30    |       |       |       |       |       |

| Mai | Mai | Mai | Mai | Mai | Mai | Mai | Mai |
| Kw  | Mo  | Di  | Mi  | Do  | Fr  | Sa  | So  |
| 18  |     |     | 1   | 2   | 3   | 4   | 5   |
| 19  | 6   | 7   | 8   | 9   | 10  | 11  | 12  |
| 20  | 13  | 14  | 15  | 16  | 17  | 18  | 19  |
| 21  | 20  | 21  | 22  | 23  | 24  | 25  | 26  |
| 22  | 27  | 28  | 29  | 30  | 31  |     |     |
| --- | --- | --- | --- | --- | --- | --- | --- |

| Juni | Juni | Juni | Juni | Juni | Juni | Juni | Juni |
| Kw   | Mo   | Di   | Mi   | Do   | Fr   | Sa   | So   |
| ---- | ---- | ---- | ---- | ---- | ---- | ---- | ---- |
| 22   |      |      |      |      |      | 1    | 2    |
| 23   | 3    | 4    | 5    | 6    | 7    | 8    | 9    |
| 24   | 10   | 11   | 12   | 13   | 14   | 15   | 16   |
| 25   | 17   | 18   | 19   | 20   | 21   | 22   | 23   |
| 26   | 24   | 25   | 26   | 27   | 28   | 29   | 30   |

| Juli | Juli | Juli | Juli | Juli | Juli | Juli | Juli |
| Kw   | Mo   | Di   | Mi   | Do   | Fr   | Sa   | So   |
| ---- | ---- | ---- | ---- | ---- | ---- | ---- | ---- |
| 27   | 1    | 2    | 3    | 4    | 5    | 6    | 7    |
| 28   | 8    | 9    | 10   | 11   | 12   | 13   | 14   |
| 29   | 15   | 16   | 17   | 18   | 19   | 20   | 21   |
| 30   | 22   | 23   | 24   | 25   | 26   | 27   | 28   |
| 31   | 29   | 30   | 31   |      |      |      |      |

| August | August | August | August | August | August | August | August |
| Kw     | Mo     | Di     | Mi     | Do     | Fr     | Sa     | So     |
| ------ | ------ | ------ | ------ | ------ | ------ | ------ | ------ |
| 31     |        |        |        | 1      | 2      | 3      | 4      |
| 32     | 5      | 6      | 7      | 8      | 9      | 10     | 11     |
| 33     | 12     | 13     | 14     | 15     | 16     | 17     | 18     |
| 34     | 19     | 20     | 21     | 22     | 23     | 24     | 25     |
| 35     | 26     | 27     | 28     | 29     | 30     | 31     |        |

| September | September | September | September | September | September | September | September |
| Kw        | Mo        | Di        | Mi        | Do        | Fr        | Sa        | So        |
| --------- | --------- | --------- | --------- | --------- | --------- | --------- | --------- |
| 35        |           |           |           |           |           |           | 1         |
| 36        | 2         | 3         | 4         | 5         | 6         | 7         | 8         |
| 37        | 9         | 10        | 11        | 12        | 13        | 14        | 15        |
| 38        | 16        | 17        | 18        | 19        | 20        | 21        | 22        |
| 39        | 23        | 24        | 25        | 26        | 27        | 28        | 29        |
| 40        | 30        |           |           |           |           |           |           |

| Oktober | Oktober | Oktober | Oktober | Oktober | Oktober | Oktober | Oktober |
| Kw      | Mo      | Di      | Mi      | Do      | Fr      | Sa      | So      |
| ------- | ------- | ------- | ------- | ------- | ------- | ------- | ------- |
| 40      |         | 1       | 2       | 3       | 4       | 5       | 6       |
| 41      | 7       | 8       | 9       | 10      | 11      | 12      | 13      |
| 42      | 14      | 15      | 16      | 17      | 18      | 19      | 20      |
| 43      | 21      | 22      | 23      | 24      | 25      | 26      | 27      |
| 44      | 28      | 29      | 30      | 31      |         |         |         |

| November | November | November | November | November | November | November | November |
| Kw       | Mo       | Di       | Mi       | Do       | Fr       | Sa       | So       |
| -------- | -------- | -------- | -------- | -------- | -------- | -------- | -------- |
| 44       |          |          |          |          | 1        | 2        | 3        |
| 45       | 4        | 5        | 6        | 7        | 8        | 9        | 10       |
| 46       | 11       | 12       | 13       | 14       | 15       | 16       | 17       |
| 47       | 18       | 19       | 20       | 21       | 22       | 23       | 24       |
| 48       | 25       | 26       | 27       | 28       | 29       | 30       |          |

| Dezember | Dezember | Dezember | Dezember | Dezember | Dezember | Dezember | Dezember |
| Kw       | Mo       | Di       | Mi       | Do       | Fr       | Sa       | So       |
| -------- | -------- | -------- | -------- | -------- | -------- | -------- | -------- |
| 48       |          |          |          |          |          |          | 1        |
| 49       | 2        | 3        | 4        | 5        | 6        | 7        | 8        |
| 50       | 9        | 10       | 11       | 12       | 13       | 14       | 15       |
| 51       | 16       | 17       | 18       | 19       | 20       | 21       | 22       |
| 52       | 23       | 24       | 25       | 26       | 27       | 28       | 29       |
| 1        | 30       | 31       |          |          |          |          |          |

Im Jahr 1765 stirbt ganz überraschend Kaiser Franz I. Stephan von Lothringen an einem Schlaganfall oder Herzinfarkt. Sein ältester Sohn Joseph II., der bereits im Vorjahr als Mitregent zum römisch-deutschen König gekrönt worden ist, wird dadurch zum Kaiser des Heiligen Römischen Reichs und offizieller Mitregent seiner Mutter Maria Theresia in den erzherzöglichen Ländern. Das Großherzogtum Toskana geht als Sekundogenitur an den zweitgeborenen Sohn Leopold, mit dem eine Zeit der Reformen beginnt.

## Ereignisse

### Politik und Weltgeschehen

#### Heiliges Römisches Reich und Großherzogtum Toskana

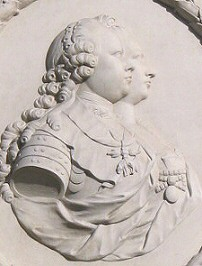
Das Hochzeitspaar auf der Triumphpforte

Am 23. Januar gibt der kaiserliche Thronfolger Joseph II. gegen seinen Willen auf Druck seiner Mutter Maria Theresia in zweiter Ehe der bayerischen Prinzessin Maria Josepha das Jawort. Sein Bruder, der zukünftige toskanische Großherzog Leopold heiratet am 5. August in Innsbruck die spanische Prinzessin Maria Ludovica, nachdem bereits am 16. Februar 1764 in Madrid eine Trauung per Stellvertreter stattgefunden hat. Anlässlich der Hochzeit wird in der Stadt die Triumphpforte errichtet.

Großes Wappen des Kaisers Joseph II.

Leopolds Vater Kaiser Franz I. Stephan von Lothringen, der sich nach der Hochzeit seines zweitältesten Sohnes noch in Innsbruck aufhält, stirbt am 18. August überraschend an einem Schlaganfall oder Herzinfarkt. Sein ältester Sohn Joseph II., der bereits im Vorjahr als Mitregent zum römisch-deutschen König gekrönt worden ist, wird dadurch zum Kaiser des Heiligen Römischen Reichs und offizieller Mitregent seiner Mutter Maria Theresia in den erzherzöglichen Ländern. Der Leichnam Franz Stephans wird nach mehrtägiger Aufbahrung nach Wien überstellt und dort am 31. August in der Kapuzinergruft beigesetzt.
Das Großherzogtum Toskana geht als Sekundogenitur an den zweitgeborenen Sohn Leopold, der bereits seit 1761 in die Verwaltung des Landes eingebunden ist. Die wirtschaftliche Lage des Großherzogtums ist zu diesem Zeitpunkt wegen einer großen Hungersnot und der Vernachlässigung durch die vorangegangenen Herrscher ausgesprochen schwierig. Unter den letzten Herrschern aus dem Haus Medici stagnierte die Entwicklung. Auch Leopolds Vater hat sich nicht intensiv um das Land gekümmert und es von Beauftragten verwalten lassen. Außerdem verlangt Leopolds Bruder Joseph II. die Herausgabe der „toskanischen Reservekasse“, was die Beziehung zwischen den Brüdern dauerhaft verschlechtert. Die Leitung der toskanischen Regierung geht unter Leopold von Antoniotto Botta Adorno auf Franz Xaver Wolfgang von Orsini-Rosenberg über, den Leopolds Mutter Maria Theresia auf Leopolds Bitte hin an den Hof von Florenz entsendet. Mit ihm beginnt die Zeit der großen Reformen im Großherzogtum.

#### Weitere Ereignisse in Europa

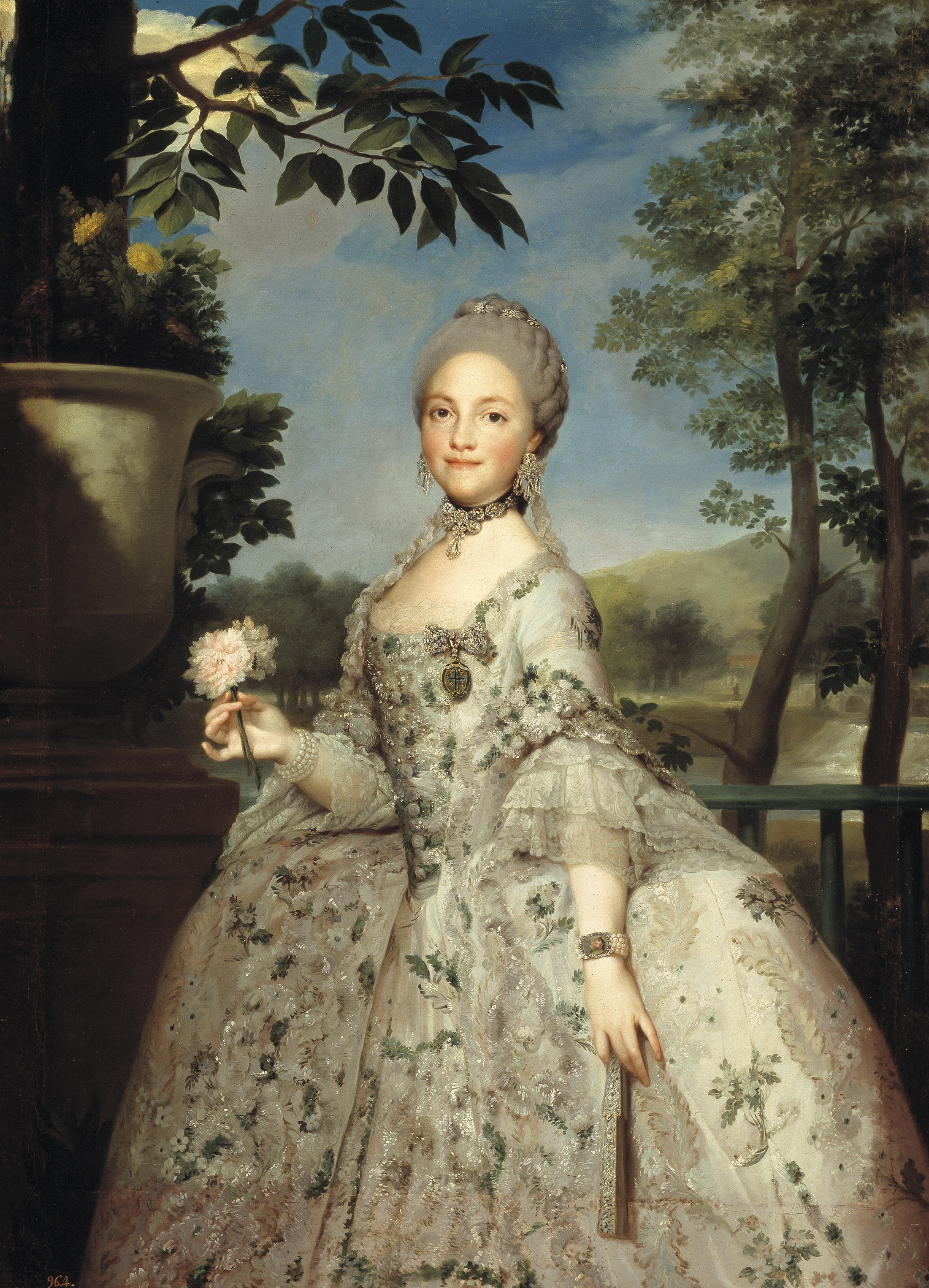
Maria Luisa 1765

Herzog Philipp von Parma, Piacenza und Guastalla stirbt am 18. Juli in Alessandria, während er seine jüngste Tochter Maria Luise auf dem Weg zu ihrer Hochzeit mit Prinz Karl von Asturien begleitet. Nachfolger wird sein 14-jähriger Sohn Ferdinand. Die Hochzeit zwischen Maria Luise und Karl findet am 4. September im Palast von La Granja statt.

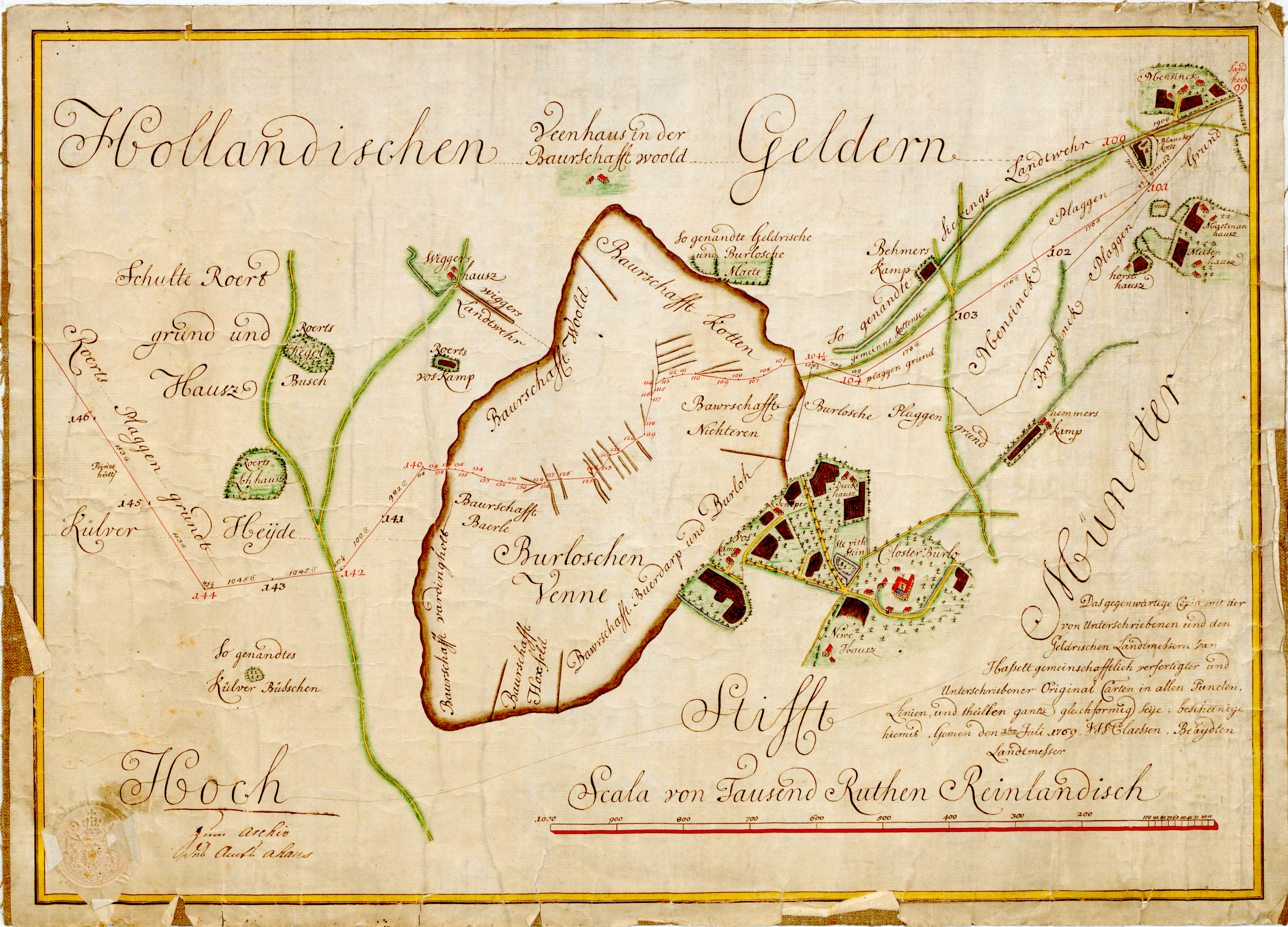
Grenze bei Burlo gemäß Konvention von 1765

Mit der Unterzeichnung der Burloer Konvention im Kloster Mariengarden wird am 19. Oktober die seit Jahrhunderten strittige Staatsgrenze zwischen dem Herzogtum Geldern als Provinz der Vereinigten Niederlande und dem Hochstift Münster endgültig festgelegt. Die getroffenen Regelungen haben im Wesentlichen bis heute Bestand.
Die 1763 errichtete russische Festung Mosdok im Kaukasus, Teil der Kaukasischen Linie, erhält das Stadtrecht. Um die Festung entbrennt ein Konflikt mit dem Volk der Kabardiner.

#### Großbritannien und seine Kolonien

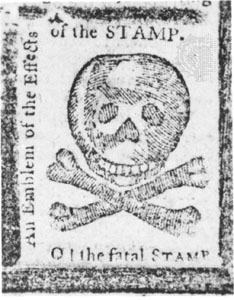
O! the fatal STAMP, Pennsylvania Journal, Oktober 1765

Der von der Regierung unter Premierminister George Grenville beschlossene britische Stamp Act vom 22. März nährt den Widerstand der amerikanischen Kolonien. Das Gesetz, das im November in Kraft tritt, bestimmt, dass jedes offizielle Schriftstück und Dokument, aber auch Zeitungen, Karten- und Würfelspiele in den nordamerikanischen Kolonien mit Steuermarken versehen werden müssen. Der Steuer- oder Zollstempel auf Spielkarten hat dabei auf dem Pik-Ass zu sein. Der Hintergrund der ersten direkten Steuer für die Kolonien sind finanzielle Probleme Großbritanniens durch den Siebenjährigen Krieg. Zusätzlich verschlingt die Stationierung von Truppen an der Grenze zum Indianergebiet, die nötig ist, um weitere Konflikte zwischen Siedlern und Indianern zu verhindern, ebenfalls Geld. An diesen Kosten sollen die Kolonien nun beteiligt werden. Aus Sicht der Kolonisten, insbesondere der neu gegründeten Sons of Liberty, handelt es sich hingegen um den Höhepunkt einer Ausbeutungspolitik durch das britische Mutterland. Eine erste Reaktion auf den Stamp Act sind fünf von Patrick Henry eingebrachte Virginia Resolves, die am 30. Mai vom House of Burgesses der Colony of Virginia – wenn auch zum Teil mit sehr knappen Mehrheiten – beschlossen werden.
Weiteren Zündstoff erhält der Konflikt durch den vom britischen Parlament am 24. März beschlossenen und von König George III. am 15. Mai unterschriebenen Quartering Act, mit dem bestimmt wird, dass alle nordamerikanischen Kolonisten britische Soldaten bei sich einzuquartieren haben. Vom 7. bis zum 25. Oktober versammeln sich 27 Delegierte aus neun der dreizehn Kolonien in New York, um über eine gemeinsame Vorgangsweise gegen die Gesetze zu beraten.

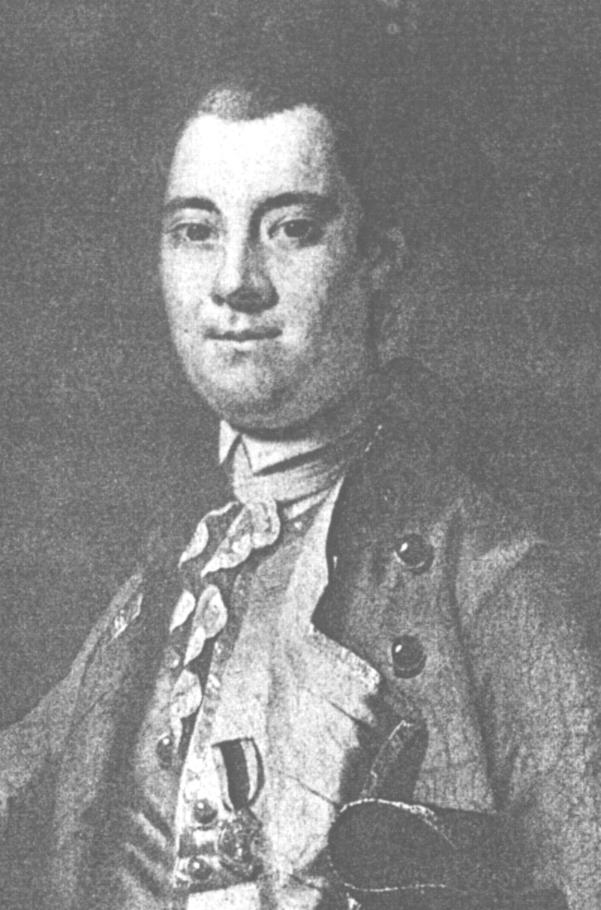
William Tryon

William Tryon wird am 10. Juli als Nachfolger des am 28. März verstorbenen Arthur Dobbs zum Gouverneur der Province of North Carolina ernannt und macht die 1710 gegründete Hafenstadt New Bern zur Hauptstadt der britischen Kolonie. Tryon weigert sich bis Ende des Jahres, Sitzungen des Kolonialrats zu genehmigen und verhindert so eine Teilnahme North Carolinas am Stamp Act Congress in New York.

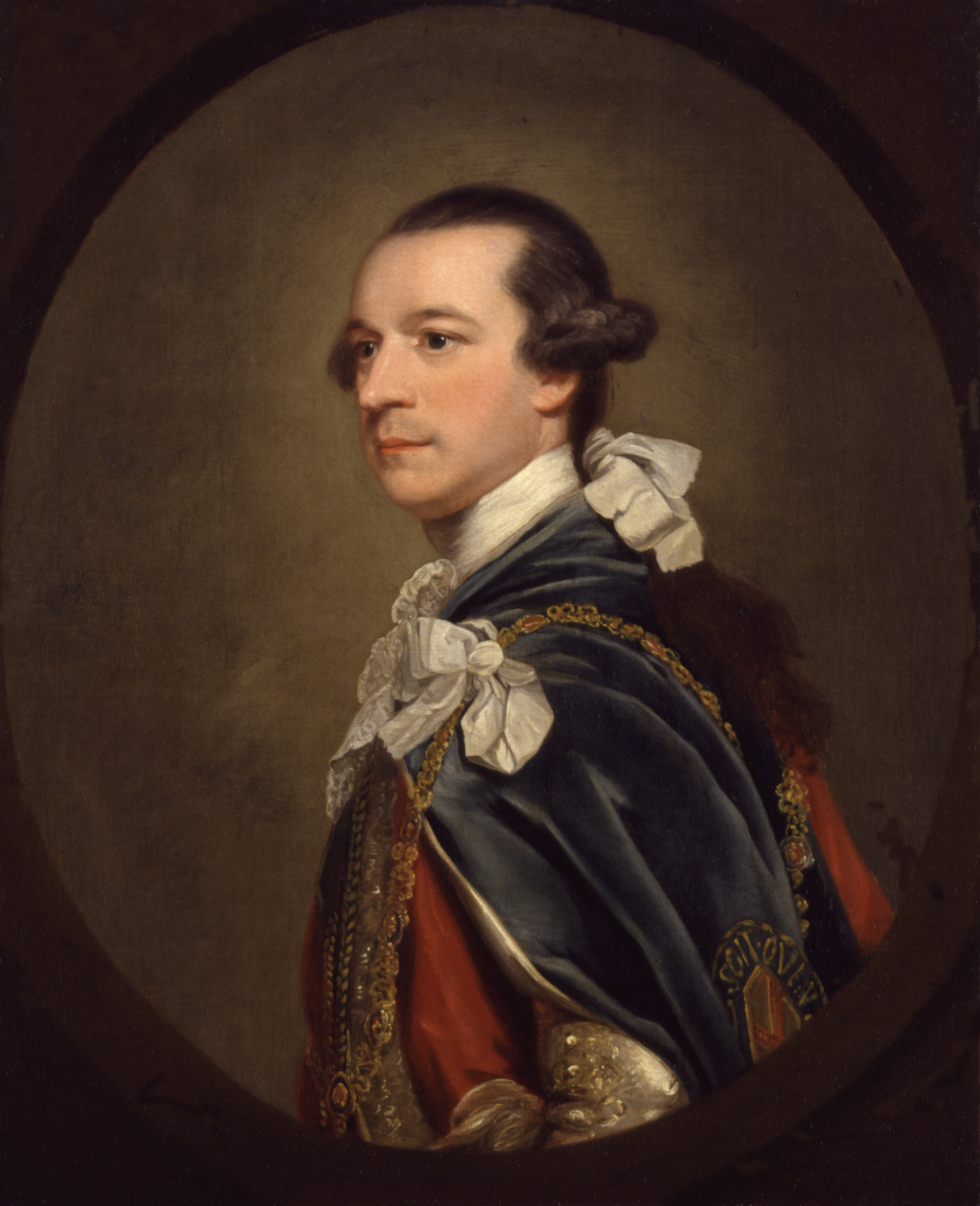
Charles Watson-Wentworth, 2. Marquess of Rockingham

Charles Watson-Wentworth, 2. Marquess of Rockingham, löst im Juli auf Empfehlung von William Augustus, Duke of Cumberland, George Grenville als Premierminister von Großbritannien ab, nachdem letzterer bei König George III. in Ungnade gefallen ist. Rockingham, ein erklärter Gegner des Stamp Act, bemüht sich gemeinsam mit Lordsiegelbewahrer Thomas Pelham-Holles und Außenminister Augustus FitzRoy um eine Verbesserung der Beziehungen mit den Kolonien.
Vor Inkrafttreten des Stamp Act im November müssen alle kolonialen Gouverneure einen Eid leisten, das Gesetz tatsächlich umzusetzen. Samuel Ward, der erst in diesem Jahr seinen langjährigen Konkurrenten Stephen Hopkins bei der Wahl in der Colony of Rhode Island and Providence Plantations geschlagen hat, ist der einzige Gouverneur, der sich weigert, diesen Eid zu leisten.

#### John Byrons Weltumsegelung

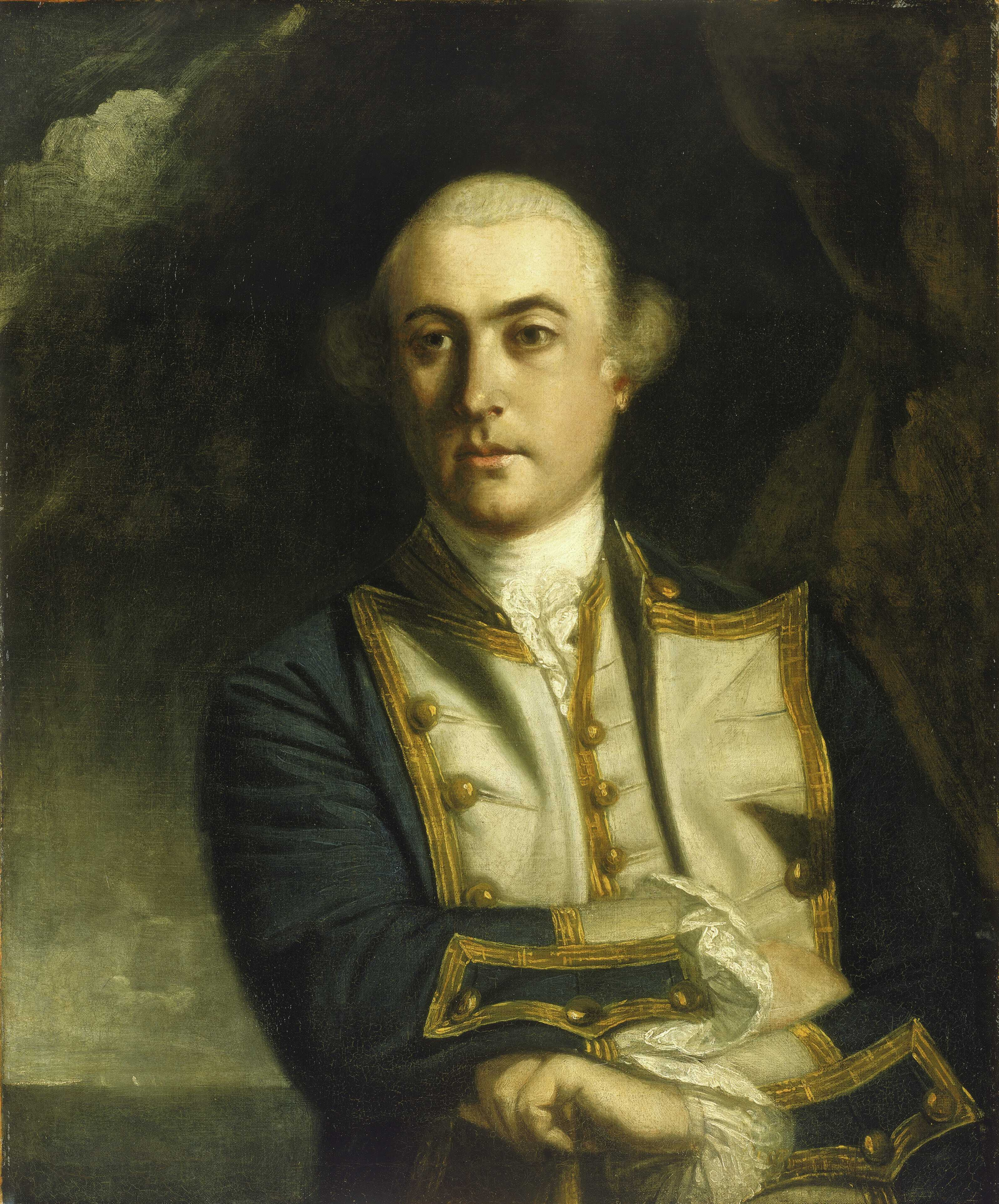
John Byron, Gemälde von Joshua Reynolds

Der britische Admiral John Byron läuft auf seiner im Vorjahr begonnenen Weltumsegelung vom patagonischen Hafen Puerto Deseado aus, landet auf Saunders Island bei Westfalkland, gründet Port Egmont und nimmt die gesamte Inselgruppe der Falklandinseln für die britische Krone in Besitz, ohne zu wissen, dass sich zu diesem Zeitpunkt bereits eine im Vorjahr von Louis Antoine de Bougainville gegründete französische Siedlung auf den Inseln befindet.
Anschließend segelt die aus den beiden Schiffen Dolphin und Tamar bestehende kleine Flotte durch die Magellanstraße in den Pazifik und läuft als erstes die Insel Mas Afuera an – eine der Juan-Fernández-Inseln. Mit nordwestlichem Kurs geht es nach Takaroa, wo Byron trotz unfreundlichem Empfang landet, um sich mit frischem Proviant zu versorgen. Nachdem man westwärts durch verschiedene Inselgruppen gesegelt ist, und dabei als erste Europäer die Tokelau-Insel Duke of York’s Island (4. Juni) und einige Gilbert-Inseln gesichtet hat, landet Byron am 30. Juni auf Tinian (Nördliche Marianen), wo die Expedition neun Wochen bleibt, bevor sie sich in westlicher Richtung auf den Heimweg macht.

#### Afrika
Großbritannien gründet die Kronkolonie Senegambia als erste Kolonie in Westafrika. Das Königreich Großbritannien hat das Gebiet 1763 nach dem Siebenjährigen Krieg von Frankreich übernommen.

#### Asien

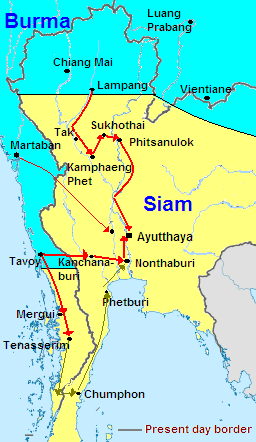
Der Kriegsverlauf ab 1765

Im Siamesisch-Birmanischen Krieg nimmt der birmanische Herrscher Hsinbyushin aus der Konbaung-Dynastie das siamesische Königreich Ayutthaya unter Ekathat von Norden und Westen in die Zange und seine Einheiten rücken dabei rasch auf die Hauptstadt Ayutthaya vor. Im gleichen Jahr verlegt Hsinbyushin seine Hauptstadt von Sagaing nach Ava.
Abd al-Aziz ibn Muhammad wird nach dem Tod seines Vaters Muhammad ibn Saud zweiter Imam der saudischen Dynastie.

### Wirtschaft

#### Steuer- und Bankenwesen
- 9. März: Die Braunschweigische Staatsbank wird durch Herzog Karl I. zu Braunschweig-Lüneburg als Herzogliches Leyhaus gegründet und ist damit die erste Staatsbank auf deutschem Boden.
- 17. Juni: Friedrich II. gründet die Königliche Giro- und Lehnbank.
- 24. Oktober: Fürstabt Martin Gerbert gründet die Waisenkasse Bonndorf.

#### Unternehmensgründungen
- In Stralsund gründet Johann Kaspar Kern eine Spielkartenfabrik, die als ASS heute noch besteht.
- In einem Vorort von Birmingham wird die Soho Manufactory eröffnet, die als Übergang von der Heimwerkstatt zur modernen Fabrik gilt.
- Die französische Cognac-Brennerei Hennessy und die schottischen Whisky-Brennereien Langholm und St. Magdalene werden gegründet.
- Johannes Franz Hirsch begründet als Ledermeister in Neunkirchen, Niederösterreich, das lederverarbeitende Unternehmen HIRSCH.
- Johann Christian Dieterich gründet in Mainz die Dieterich’sche Verlagsbuchhandlung.

#### Sonstige wirtschaftliche Ereignisse
- Der preußische König Friedrich II. löst die Emder Ostasiatische Handelskompanie auf.
- Die Manufaktur der Künersberger Fayencen wird ein Jahr nach dem Tod des Gründers Jakob Küner eingestellt.
- 31. Dezember: Die Kaiserliche Freie Ökonomische Gesellschaft zu Sankt Petersburg wird gegründet.

### Wissenschaft und Technik
- 24. März: Auf Befehl von Erzherzogin Maria Theresia wird in Wien die Lehrschule zur Heilung der Viehkrankheiten gegründet. Sie ist damit die drittälteste Institution ihrer Art weltweit, nach Lyon und Alfort, und die älteste im deutschsprachigen Raum.
- 7. Mai: Die Victory, später das Flaggschiff des Admirals Horatio Nelson in der Schlacht von Trafalgar, läuft vom Stapel.
- Leonhard Euler fasst die Bewegungsgesetze des starren Körpers in seinem Werk Theoria motus corporum solidorum zusammen.
- Die Bergakademie im sächsischen Freiberg wird durch Franz Xaver von Sachsen nach den Plänen von Friedrich Wilhelm von Oppel, Carl Wilhelm Benno von Heynitz und Friedrich Anton von Heynitz unter dem Namen Kurfürstlich-Sächsische Bergakademie zu Freiberg als Ausbildungsstätte für Bergleute gegründet. Die Bergakademie ist damit die älteste noch bestehende montanwissenschaftliche Bildungseinrichtung der Welt.
- Der Mediziner Erasmus Darwin gründet in Birmingham die Lunar Society, eine Gesellschaft von naturwissenschaftlich interessierten Menschen in Großbritannien, bestehend aus Dichtern, Theologen, Erfindern, Ärzten, Schriftstellern, Physikern, Chemikern und Industriellen. In einer Zeit, in der Kommunikation und Austausch von Wissen sonst nur schwer möglich ist, besprechen die Teilnehmer ihre neuesten Forschungsergebnisse und Erkenntnisse, um voneinander zu lernen und sich gegenseitig zu inspirieren. Ihren Namen erhält die Gesellschaft, weil sich die Mitglieder wegen der fehlenden Straßenbeleuchtung einmal im Monat bei Vollmond treffen, um nach der Versammlung abends bei natürlichem Licht wieder nach Hause fahren zu können.

### Kultur

#### Architektur und Bildende Kunst
- In dem Wunsch, vor dem Schloss Burgsteinfurt im noch unberührten Teil des Sundern einen Sommersitz für die gräfliche Familie zu schaffen, lässt Graf Karl Paul Ernst von Bentheim-Steinfurt die Parkanlage Steinfurter Bagno anlegen.
- um 1765: Der unbekannte Meister der Erzherzoginnen malt Porträts der Töchter Maria Theresias.

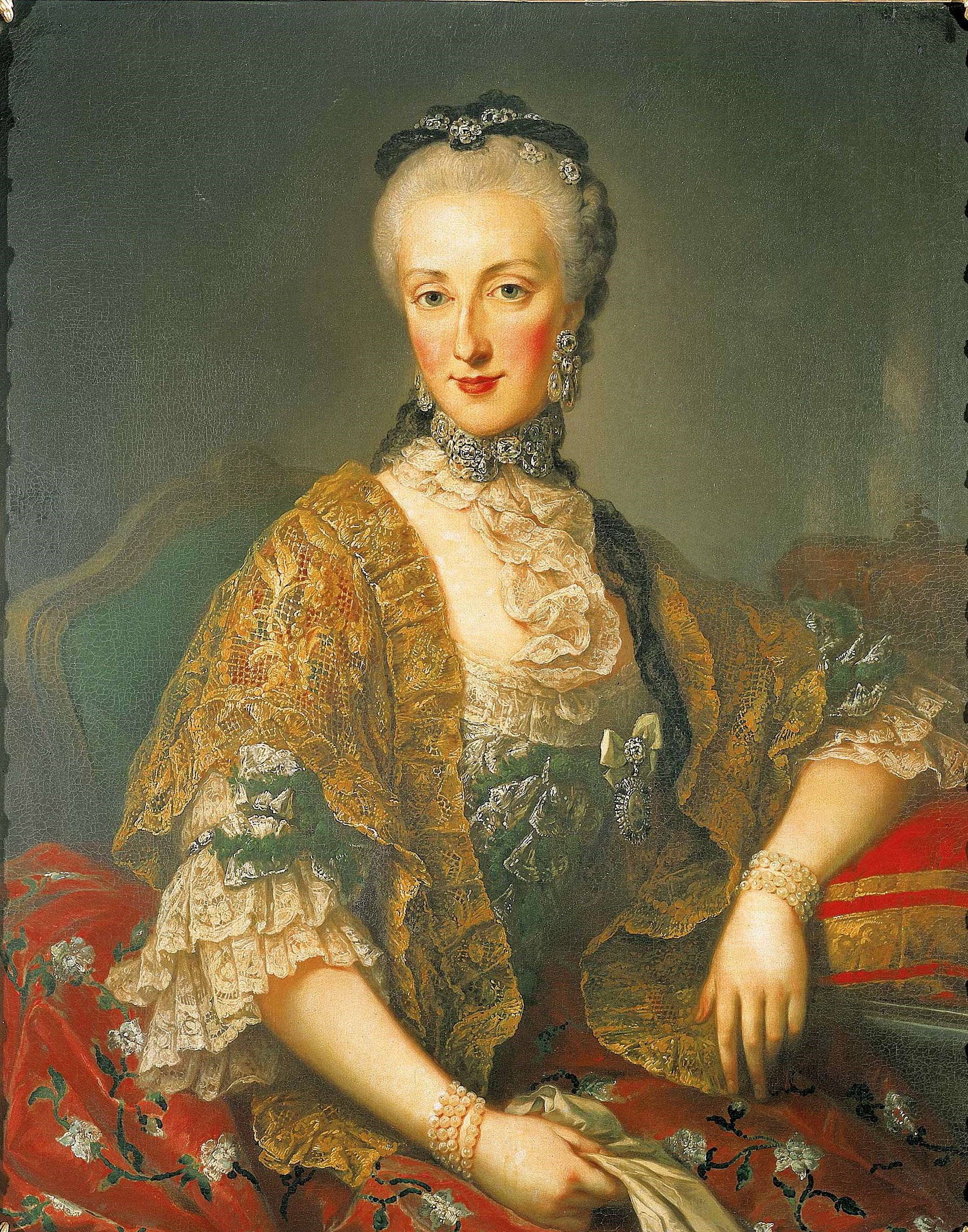
Maria Anna von Österreich
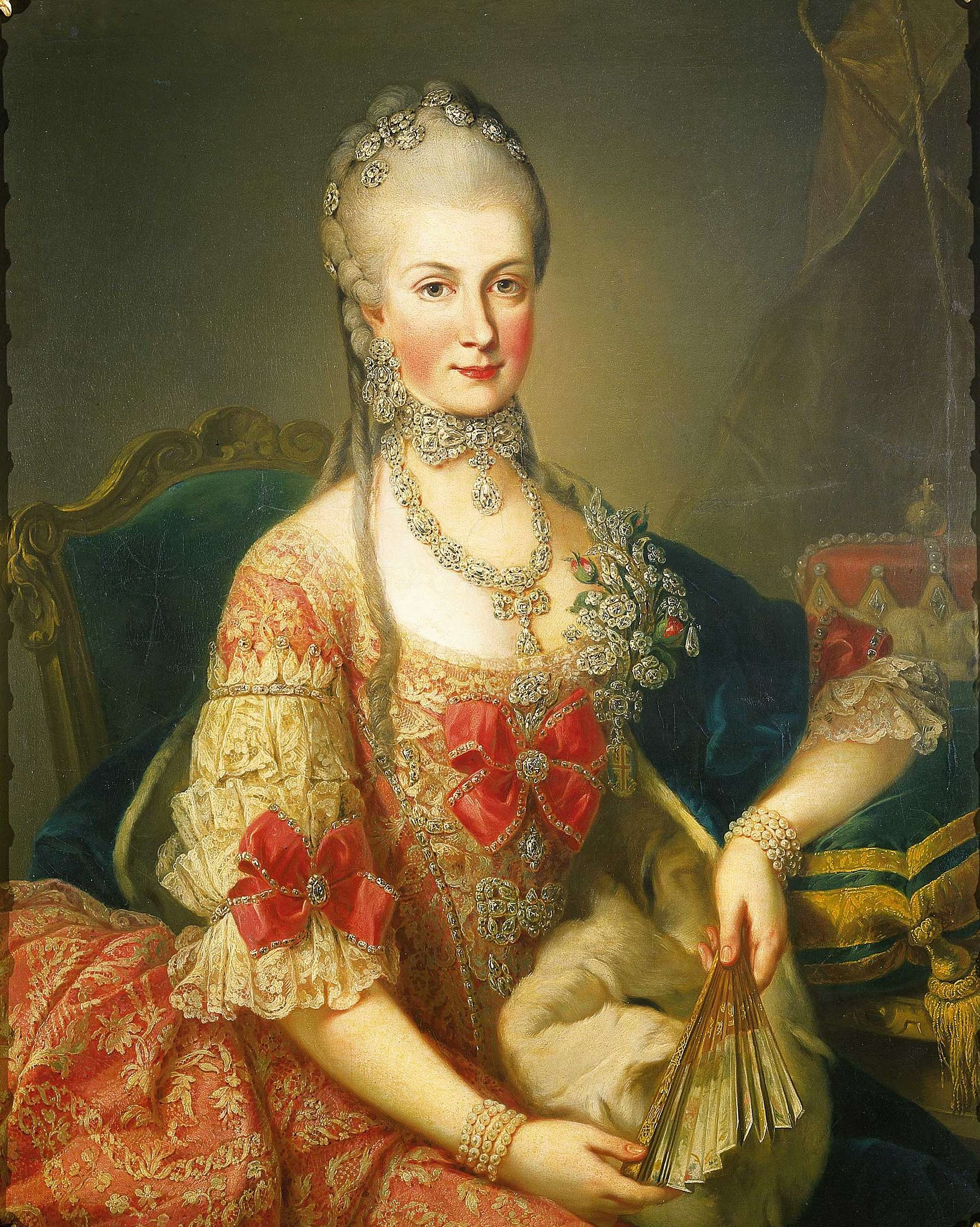
Maria Christina von Österreich
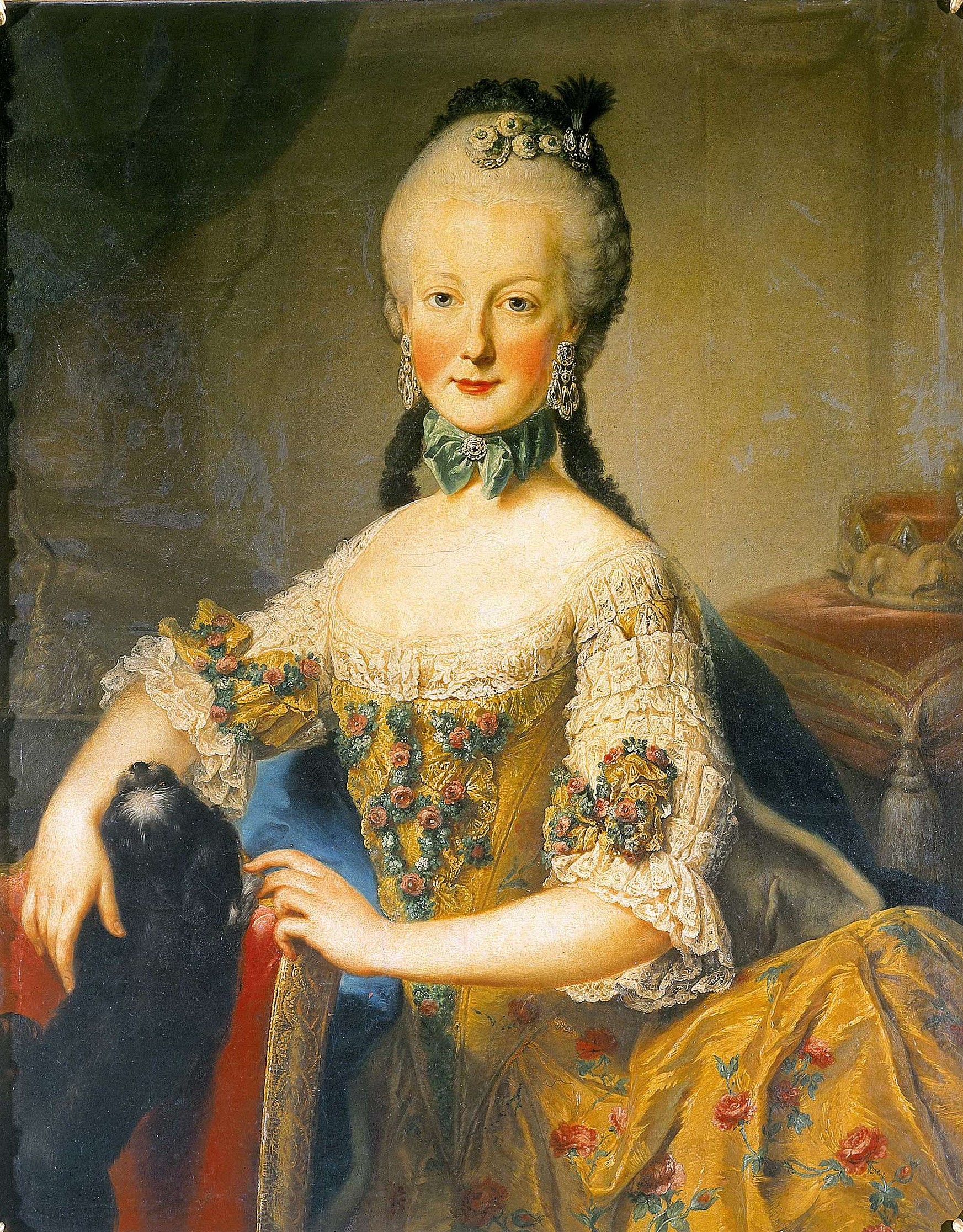
Maria Elisabeth von Österreich
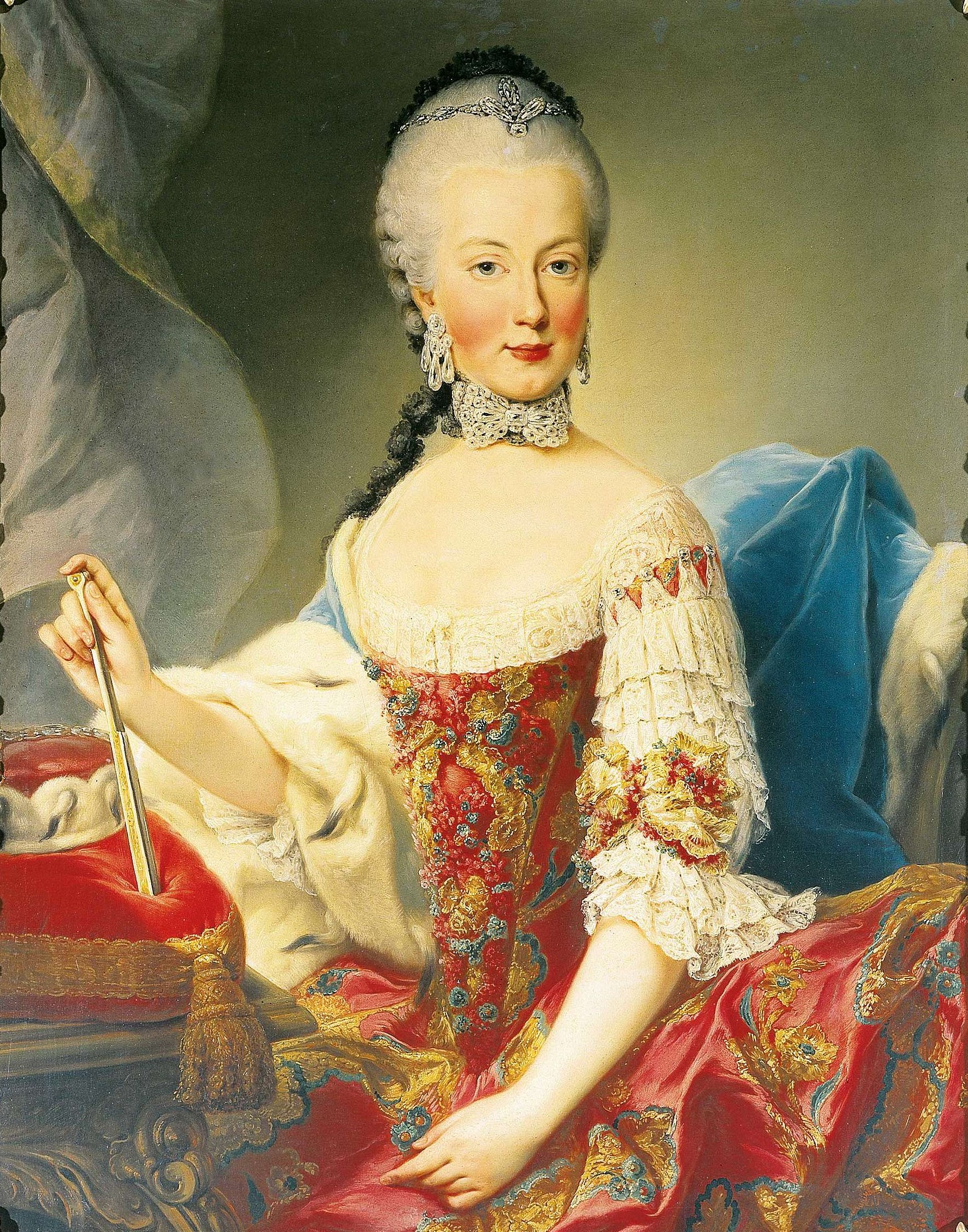
Maria Amalia von Österreich
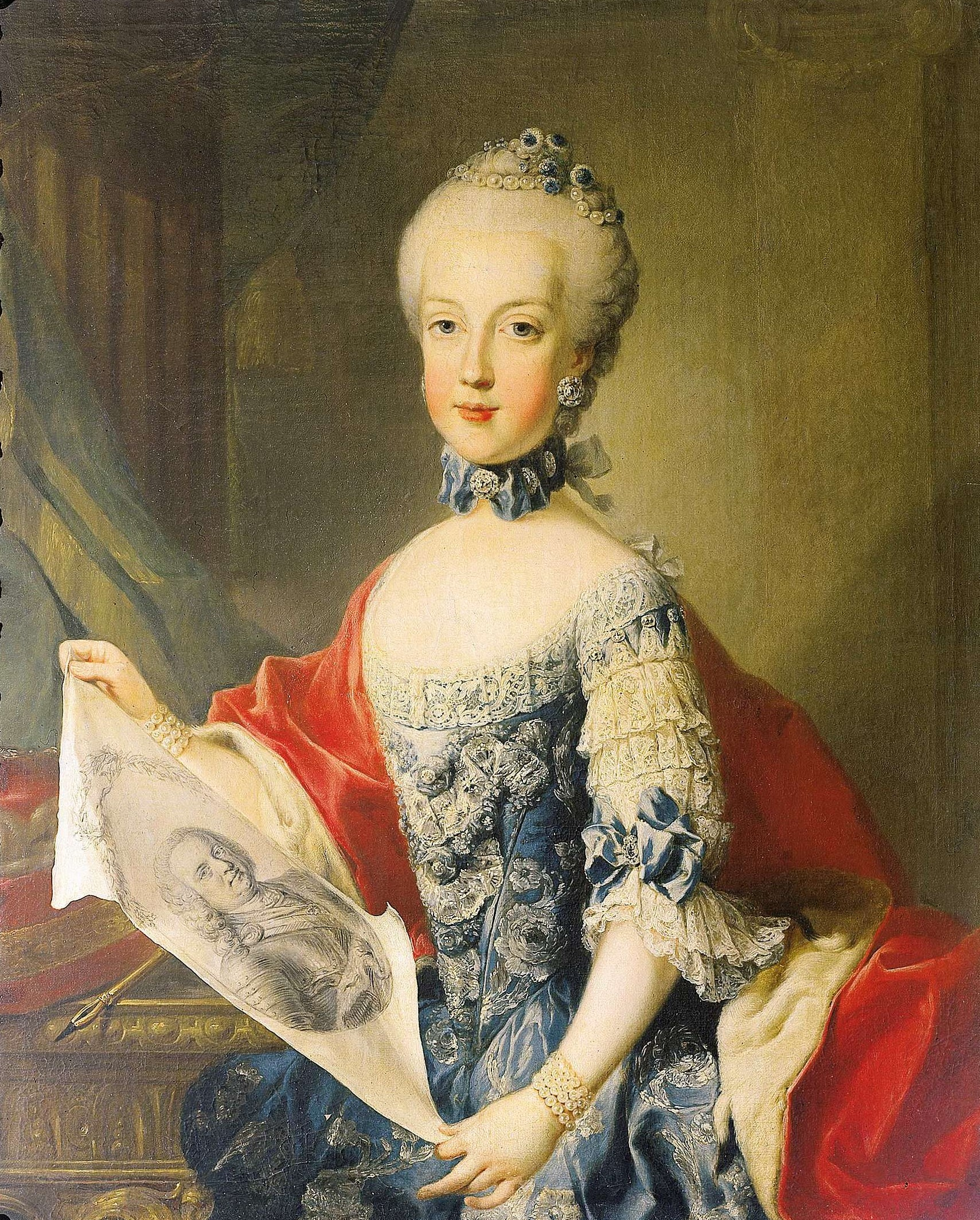
Maria Karolina von Österreich
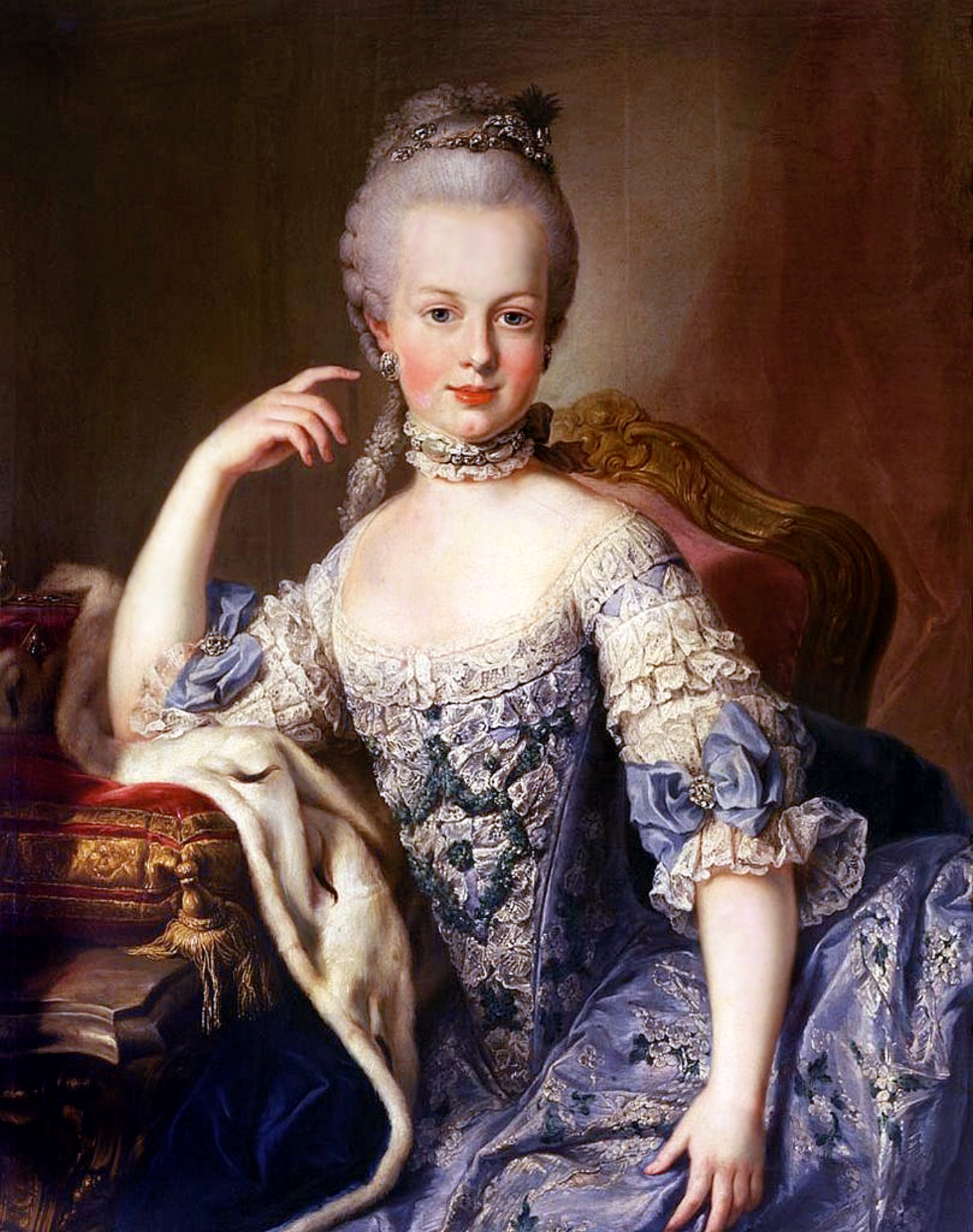
Maria Antonia Josepha Johanna von Österreich

#### Musik und Theater

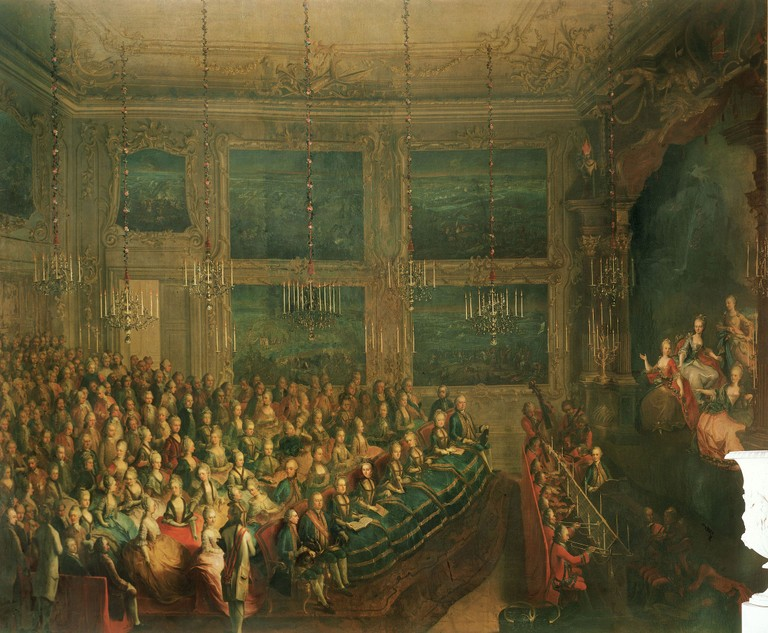
Il Parnaso confuso, uraufgeführt von den Kindern Maria Theresias

- 24. Januar: Die „azione teatrale“ Il Parnaso confuso von Christoph Willibald Gluck auf das Libretto von Pietro Metastasio wird anlässlich der Hochzeit Josephs II. mit Maria Josepha von Bayern von den Geschwistern Josephs im Salon de Bataille von Schloss Schönbrunn in Wien uraufgeführt.
- 31. Januar: Samuel Arnolds erste Oper The Maid of the Mill hat ihre Uraufführung im Covent Garden in London und erringt die bleibende Gunst des Publikums.
- Die Oper Motezuma von Gian Francesco de Majo auf ein Libretto von Vittorio Amedeo Cigna-Santi nach der Historia de la conquista de México von Antonio de Solís hat ihre Uraufführung in der Karneval-Saison am Teatro Regio in Turin.
- 4. April: Die zweite überarbeitete Fassung von Carlo Goldonis Prosakomödie Il Ventaglio (Der Fächer) hat mit großem Erfolg ihre Uraufführung in Venedig.
- 6. August: Die von der österreichischen Erzherzogin Maria Theresia zur Hochzeit ihres Sohnes Leopold mit Infantin Maria Ludovica von Spanien in Auftrag gegebene Oper Romolo ed Ersilia von Johann Adolph Hasse auf ein Libretto von Pietro Metastasio hat ihre Uraufführung am Hoftheater in Innsbruck. Die Sopranistin Anna Lucia De Amicis singt die Rolle der Ersilia.
- 19. November: Das von König Stanislaus II. August Poniatowski gegründete Nationaltheater Warschau wird mit einem Stück von Józef Bielawski eröffnet.
- Die seit 1738 leer stehende und baufällig gewordene Oper am Gänsemarkt in Hamburg wird abgerissen.

### Gesellschaft
- 19. Februar: Voltaires Dictionnaire portatif oder Dictionnaire philosophique wird in Paris verbrannt.
- 20. Februar: In London wird der Gesellschaftsclub Almack’s Assembly Rooms als Konkurrenz zu den Veranstaltungen von Teresa Cornelys gegründet.
- 11. April: Die Hamburgische Gesellschaft zur Beförderung der Künste und nützlichen Gewerbe wird gegründet.
- 7. Mai: Der polnische König Stanislaus II. August Poniatowski stiftet den Orden des Heiligen Stanislaus als einklassigen Orden für die höheren Adelsstände. Nur 100 Personen dürfen Mitglied des Ordens sein.

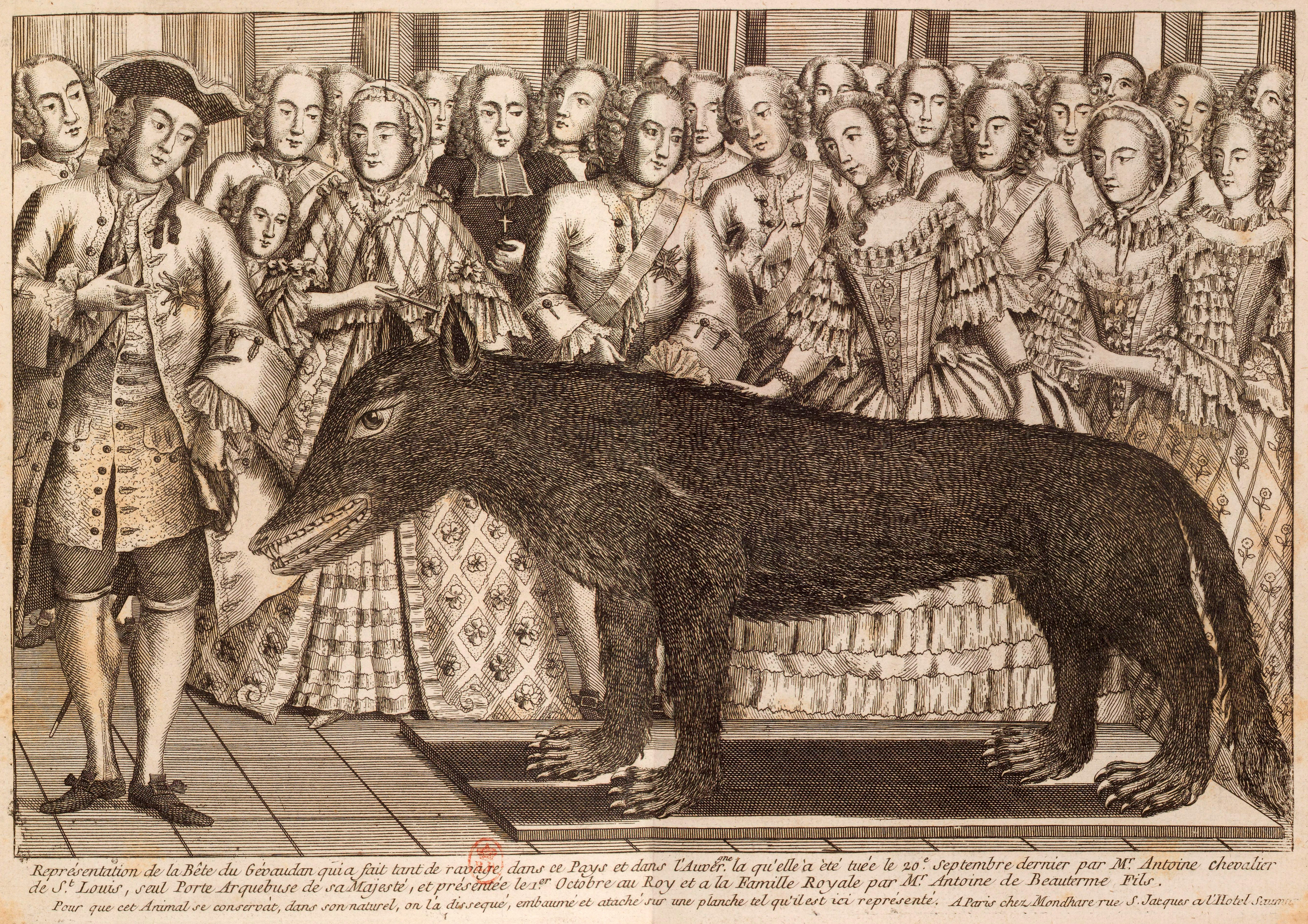
Der von François Antoine erlegte Wolf bei der Präsentation vor Louis XV.

- 21. September: Nachdem mehrere Treibjagden und andere von Jean-Baptiste Louis François Boulanger Duhamel angewandte Methoden zur Jagd auf die sogenannte »Bestie des Gévaudan« ohne Erfolg geblieben sind, erlegt der königliche Beauftragte François Antoine einen stattlichen Wolf, der am Hof des Königs als »Bestie« präsentiert wird. Da weitere Angriffe der Bestie zunächst ausbleiben, erhält Antoine die auf die Bestie ausgesetzte Kopfprämie. Doch am 2. Dezember werden erneut zwei Kinder attackiert.

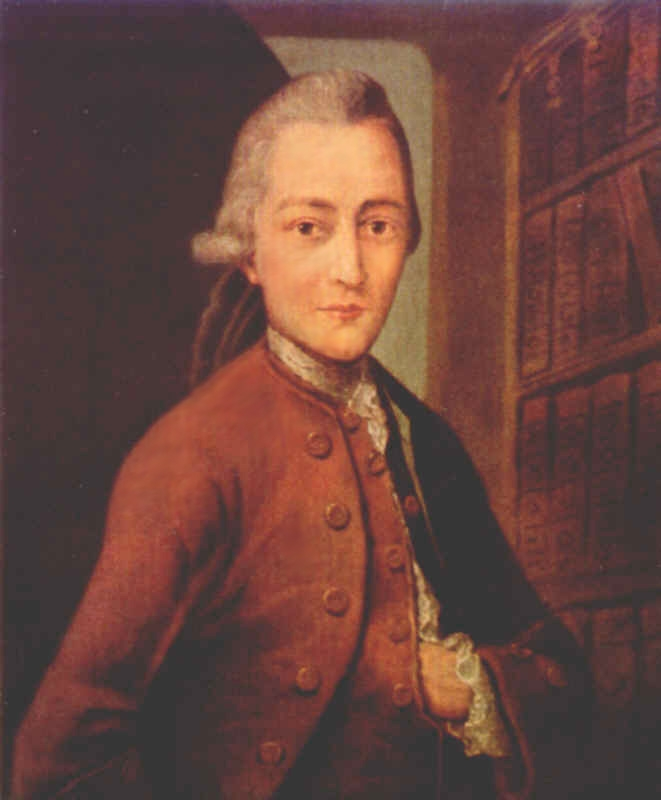
Goethe kurz vor seiner Studentenzeit in Leipzig, Ölgemälde von Anton Johann Kern

- Anfang Oktober: Johann Wolfgang Goethe beginnt auf Wunsch seines Vaters ein Jurastudium in Leipzig, später von ihm als „Klein-Paris“ bezeichnet. Er bezieht seine Wohnung in einem Hofgebäude des Hauses Große Feuerkugel am Neumarkt. Allerdings gibt er bald den Poetikvorlesungen von Christian Fürchtegott Gellert den Vorzug, dem die Studenten ihre schriftstellerischen Versuche vorlegen können. Weiters nimmt er Zeichenunterricht beim kurfürstlich-sächsischen Hofmaler Adam Friedrich Oeser, mit dessen Tochter Friederike Elisabeth er eine enge Freundschaft schließt.

### Religion

#### Christentum
Mit der Päpstlichen Bulle Apostolicum pascendi bestätigt Papst Clemens XIII. trotz großen politischen Widerständen den Orden der Jesuiten.
Als Bestandteil des 1745 errichteten Olivetanerklosters Santa Maria dello Spasimo in Palermo wird auf den Grundmauern einer frühchristlichen Kirche des 4. Jahrhunderts die Kirche San Giorgio in Kemonia in ihrer heutigen Form erbaut.

#### Buddhismus
Das buddhistische Tsanggar-Kloster in der tibetischen Kulturregion Amdo wird gegründet.

## Historische Karten und Ansichten

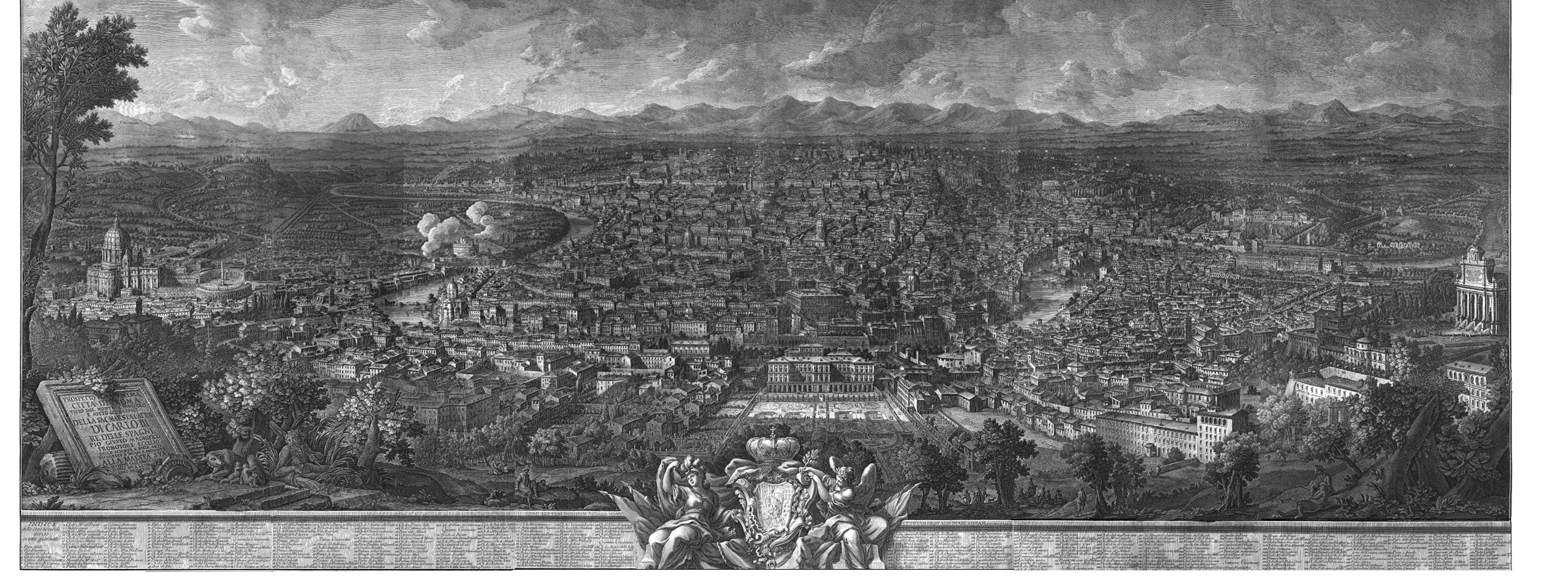
Panorama von Rom 1765,
Giuseppe Vasi

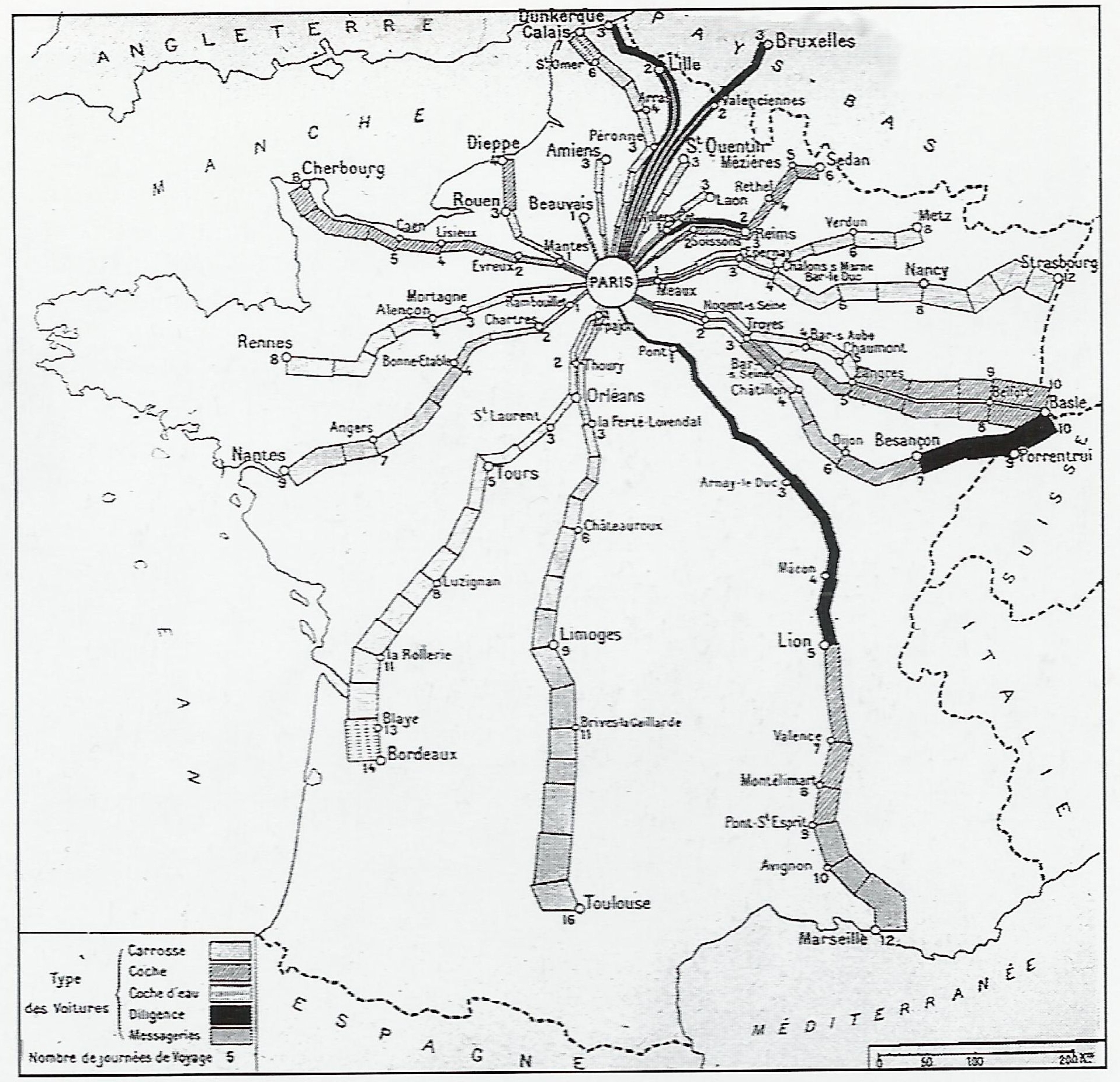
Reisezeiten in Frankreich 1765 – Angabe in Tagen

## Geboren

### Januar bis April
- 05. Januar: Johann Michael von Seuffert, deutscher Jurist und Politiker († 1829)
- 06. Januar: Friedrich Meisner, deutscher Pädagoge und Naturforscher († 1825)
- 11. Januar: Antoine-Alexandre Barbier, französischer Bibliothekar († 1825)
- 11. Januar: Johann Christian Jauch senior, hanseatischer Kaufmann († 1855)
- 13. Januar: Anton Heinrich Dammert, deutscher Wasserbauingenieur († 1829)
- 26. Januar: Hermann Fitting, deutscher Gutsbesitzer und Politiker († 1847)
- 000Januar: Robert Goodloe Harper, US-amerikanischer Politiker († 1825)
- 02. Februar: Ray Greene, US-amerikanischer Politiker († 1849)
- 07. Februar: Caspar Hilt, deutscher Jurist († 1829)
- 08. Februar: Joseph von Eybler, österreichischer Komponist und Schüler Mozarts († 1846)
- 19. Februar: Johann Benedikt Ernst Wegmann, deutscher Orgel- und Instrumentenbauer († 1828)
- 22. Februar: Jacob Auch, deutscher Uhrmacher, Instrumentenbauer und Konstrukteur von Rechenmaschinen († 1842)
- 02. März: Marie François Rouyer, französischer Général de division († 1824)
- 06. März: Jan Kops, niederländischer reformierter Theologe und Agrarwissenschaftler († 1849)
- 06. März: Alois von Reding, Schweizer Politiker und Militär († 1818)

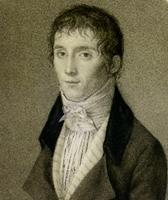
Joseph Nicéphore Niépce

- 07. März: Joseph Nicéphore Nièpce, französischer Erfinder der Fotografie († 1833)
- 11. März: Johann Karl Osterhausen, deutscher Mediziner († 1839)
- 13. März: Wilhelm Karl Lebrecht von Korckwitz, preußischer Beamter und Gutsherr († 1828)
- 20. März: Hermann Arntzenius, niederländischer Rechtsgelehrter († 1842)
- 22. März: František Josef Dusík, böhmischer Komponist († nach 1816)
- 27. März: Franz von Baader, deutscher Arzt, Bergbauingenieur und Philosoph († 1841)
- 02. April: Chrysologus Heimes, deutscher Franziskanerpater, Organist, Orgelsachverständiger und Komponist († 1835)
- 06. April: Franz Niklaus König, Schweizer Maler († 1832)
- 13. April: Karl Samuel Wild, Beamter, Archivar und Schriftsteller († 1848)
- 14. April: Auguste Wilhelmine Marie, Herzogin von Pfalz-Zweibrücken († 1796)
- 15. April: Gottlieb Wilhelm Christian von Platen, preußischer Generalmajor († 1819)
- 20. April: Mathias Martin, deutscher Orgelbauer († 1825)
- 21. April: Augustin Sulpiz Zen Ruffinen, Bischof von Sitten († 1829)
- 23. April: Jacob Fidelis Ackermann, deutscher Mediziner († 1815)
- 26. April: Emma Hamilton, englische Mätresse des Admirals Horatio Nelson († 1815)

### Mai bis August
- 01. Mai: Pierre Margaron, französischer General († 1824)
- 03. Mai: August Ludwig Hülsen, deutscher Philosoph der Frühromantik († 1809)
- 05. Mai: Pietro Rossi, Schweizer Politiker († 1838)
- 11. Mai: Johann Georg Lehmann, deutscher Geodät und Kartograf († 1811)
- 19. Mai: Johann Nepomuk Amann, österreichisch-deutscher Architekt († 1834)
- 01. Juni: Christiane Vulpius, Ehefrau von Johann Wolfgang von Goethe († 1816)
- 03. Juni: Friederike Brun, dänische Schriftstellerin († 1835)
- 05. Juni: Johann Gottlieb Friedrich von Bohnenberger, deutscher Astronom und Mathematiker († 1831)
- 12. Juni: Friedrich August Vitzthum von Eckstädt, sächsischer Kammerherr und Obersteuereinnehmer († 1803)
- 14. Juni: Franz von Egger, österreichischer Jurist und Hochschullehrer († 1851)
- 17. Juni: Peter Karl Attenhofer, schweizerischer Politiker († 1844)
- 01. Juli: Pierre Jean Louis Victor Thuillier, französischer Revolutionär und Politiker († 1794)
- 10. Juli: Johann August Görenz, deutscher Pädagoge und Bibliothekar († 1836)
- 14. Juli: Pierre Dupont de l’Étang, französischer General († 1840)
- 15. Juli: Christian Gottfried Wilhelm Lehmann, deutscher evangelischer Geistlicher und Schulrektor († 1823)
- 15. Juli: Charles Goldsborough, US-amerikanischer Politiker († 1834)
- 19. Juli: Johann Gottfried Hoffmann, deutscher Statistiker, Staatswissenschaftler und Nationalökonom († 1847)
- 20. Juli: John Bell, US-amerikanischer Politiker († 1836)
- 21. Juli: Daniel-Alexandre Chavannes, Schweizer evangelischer Geistlicher, Politiker und Naturforscher († 1846)
- 26. Juli: Edmund von Kesselstatt, römisch-katholischer Geistlicher († 1840)
- 29. Juli: Jean-Baptiste Drouet d’Erlon, französischer General und Marschall von Frankreich († 1844)
- 02. August: Franz Gerhard Wegeler, deutscher Mediziner und Jugendfreund Ludwig van Beethovens († 1848)
- 04. August: Evan Evans, englischer Spinnmeister, Maschinenbauer und Unternehmer († 1844)
- 04. August: Claire Lacombe, französische Theaterschauspielerin, Revolutionärin und Frauenrechtlerin († vermutlich 1809)
- 6. August: Petros Mavromichalis, griechischer General, Staatsmann und Hegemon († 1848)
- 14. August: Maurus Meyer von Schauensee, Schweizer Patrizier und französischer General († 1802)
- 18. August: Hans Conrad Finsler, Schweizer Militär und Politiker († 1839)
- 18. August: Ludwig Aloys von Hohenlohe, deutscher Reichsfürst und General, Marschall von Frankreich, Statthalter von Galizien († 1829)
- 21. August: Johann Heinrich Philipp Seidenstücker, deutscher Pädagoge und Schulleiter († 1817)

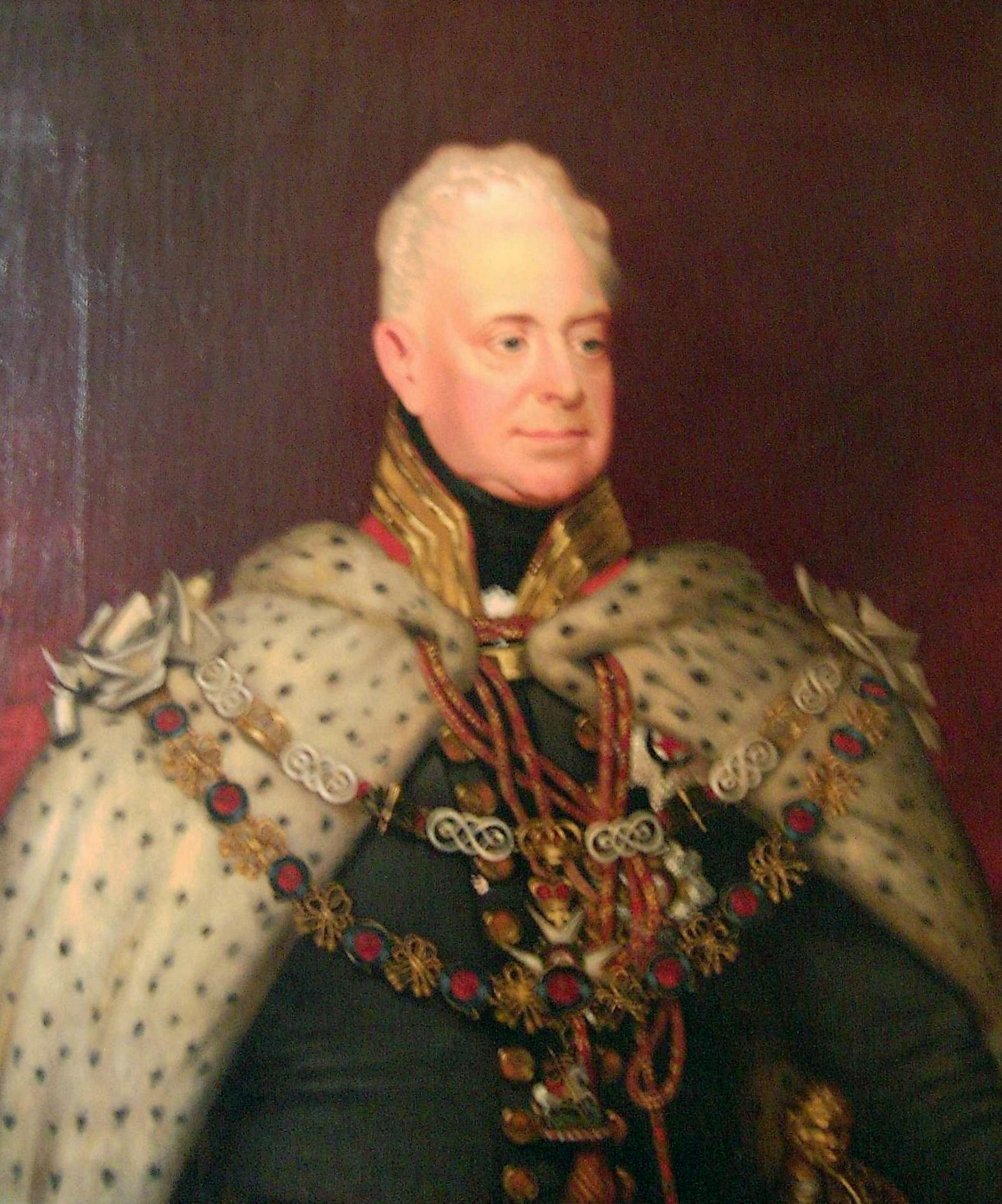
Wilhelm IV.

- 21. August: Wilhelm IV., König des Vereinigten Königreichs von Großbritannien und Irland und König von Hannover († 1837)
- 22. August: Karl Gottlob Sonntag, deutscher Geistlicher, Generalsuperintendent von Livland († 1827)
- 22. August: Carl Ludwig Willdenow, deutscher Botaniker († 1812)
- 28. August (getauft): Jacob Friedrich Friese, deutscher Schulmeister, Organist und Orgelbauer († 1833)

### September bis Dezember
- 05. September: John Gaillard, US-amerikanischer Politiker († 1826)
- 18. September: Bartolomeo Alberto Cappellari, als Gregor XVI. Papst († 1846)
- 25. September: Joseph Le Bon, französischer Revolutionär († 1795)
- 28. September: Johann Friedrich Schilling, preußischer Hofmaurermeister († 1859)
- 29. September: Karl Ludwig Harding, deutscher Astronom († 1834)
- 30. September: Jean-Jacques Ambert, französischer General († 1851)
- 04. Oktober: Samuel Huntington, US-amerikanischer Politiker († 1817)
- 14. Oktober: Jodocus Heringa Eliza’s zoon, niederländischer reformierter Theologe († 1840)
- 16. Oktober: Frédéric Duvernoy, französischer Hornist, Komponist und Musikpädagoge († 1838)
- 17. Oktober: Henri Clarke d’Hunebourg, französischer General und Staatsmann († 1818)
- 22. Oktober: Karl Friedrich Kielmeyer, deutscher Mediziner, Naturforscher, Chemiker und theoretischer Biologe († 1844)
- 22. Oktober: Daniel Steibelt, deutscher Pianist und Komponist († 1823)
- 23. Oktober: Anton Wilhelm Stephan Arndts, deutscher Professor († 1830)
- 26. Oktober: Václav Thám, tschechischer Dichter, Schriftsteller und Schauspieler († 1816)
- 27. Oktober: Nancy Storace, italienisch-britische Sopranistin († 1817)
- 01. November: Herbord Sigismund Ludwig von Bar, deutscher Jurist, Beamter und Abgeordneter († 1844)
- 10. November: Karl Heinrich von Gros, deutscher Jurist und Hochschullehrer († 1840)
- 14. November: Robert Fulton, US-amerikanischer Ingenieur († 1815)
- 14. November: François-Antoine Jecker, französischer Instrumentenbauer († 1834)
- 17. November: Jacques MacDonald, französischer Marschall († 1840)
- 19. November: Johann Heinrich Christian Barby, deutscher Pädagoge und Philologe († 1837)
- 20. November: Friedrich Julius von Kniestedt, deutscher Jurist und Gutsbesitzer († 1825)
- 27. November: Günther von Berg, badischer Politiker und Schriftsteller († 1843)
- 27. November: Christoph Gotthelf König, deutscher Pädagoge († 1832)
- 27. November: Bernard Sarrette, französischer Dirigent und Musikpädagoge († 1858)
- 30. November: Johann Friedrich Abegg, deutscher Theologe († 1840)
- 08. Dezember: Friedrich von Schlichtegroll, deutscher Mozart-Biograph, Philologe, Numismatiker und Archäologe († 1822)
- 08. Dezember: Eli Whitney, US-amerikanischer Erfinder und Fabrikant, mutmaßlicher Erfinder der Cotton Gin († 1825)
- 27. Dezember: Adam Lux, deutscher Jakobiner († 1793)

### Genaues Geburtsdatum unbekannt
- Wilhelm Johann Ludwig von Bachmann, preußischer Jurist († 1831)
- Michel Joseph Gebauer, französischer Komponist, Professor und Oboist († 1812)
- Jippensha Ikku, japanischer Schriftsteller († 1831)
- Alexander Juhan, US-amerikanischer Komponist, Pianist und Dirigent († 1845)
- Matthew Murray, englischer Ingenieur († 1826)
- Peter Puget, britischer Seefahrer († 1822)
- John Sumner, britischer Seemann auf der Bounty († 1791)

## Gestorben

### Erstes Quartal
- 04. Jänner: Joseph Franz Xaver Dominik Stalder, Luzerner Komponist und Geistlicher (* 1725)
- 09. Januar: Lucas Corthum, deutscher Jurist, Ratsherr und Bürgermeister von Hamburg (* 1688)
- 12. Januar: Johann Melchior Molter, deutscher Komponist und Kapellmeister (* 1696)
- 16. Januar: Thure Gustav Klinckowström, Kanzler von Schwedisch-Pommern (* 1693)
- 16. Januar: Ludwig, Reichsfürst und Graf von Hohenlohe-Langenburg (* 1696)
- 19. Januar: Johan Agrell, schwedischer Komponist und Kapellmeister (* 1701)
- 21. Januar: Christian Braunmann Tullin, norwegischer Dichter (* 1728)
- 05. Februar: Mir Jafar, Nawab von Bengal unter dem Einfluss der britischen Ostindien-Kompanie (* 1691)
- 12. Februar: Christoph von Steiger, Schultheiss von Bern (* 1694)
- 16. Februar: Ferdinand August Hommel, deutscher Rechtswissenschaftler (* 1697)
- 23. Februar: Nikolaus Dietrich Giseke, deutscher Schriftsteller (* 1724)
- 23. Februar: Johannes Rietmann, Schweizer Reisläufer in niederländischen und sardisch-piemontesischen Diensten (* 1679)
- 03. März: Tobias Henry Reetz, deutscher Architekt französischer Herkunft (* 1680)
- 13. März: Mathias Gerl, österreichischer Architekt und Baumeister (* 1712)
- 14. März: Johann Andreas Buttstedt, deutscher evangelischer Geistlicher und Hochschullehrer (* 1701)
- 14. März: Franz Xaver von Hohenzollern-Hechingen, österreichischer Feldmarschallleutnant (* 1720)
- 17. März: Paolo Fontana, italienischer Architekt in der Ukraine (* 1696)
- 28. März: Arthur Dobbs, irischer Politiker, Gouverneur der königlichen Kolonie North Carolina (* 1689)
- 31. März: Constantia von Cosel, holsteinische Adelige, Mätresse Augusts des Starken (* 1680)

### Zweites Quartal
- 05. April: Edward Young, englischer Dichter (* 1683)
- 09. April: Marie Luise von Hessen-Kassel, Fürstin von Nassau-Dietz und Prinzessin von Oranien, Statthalterin von Friesland, Groningen und Drenthe (* 1688)

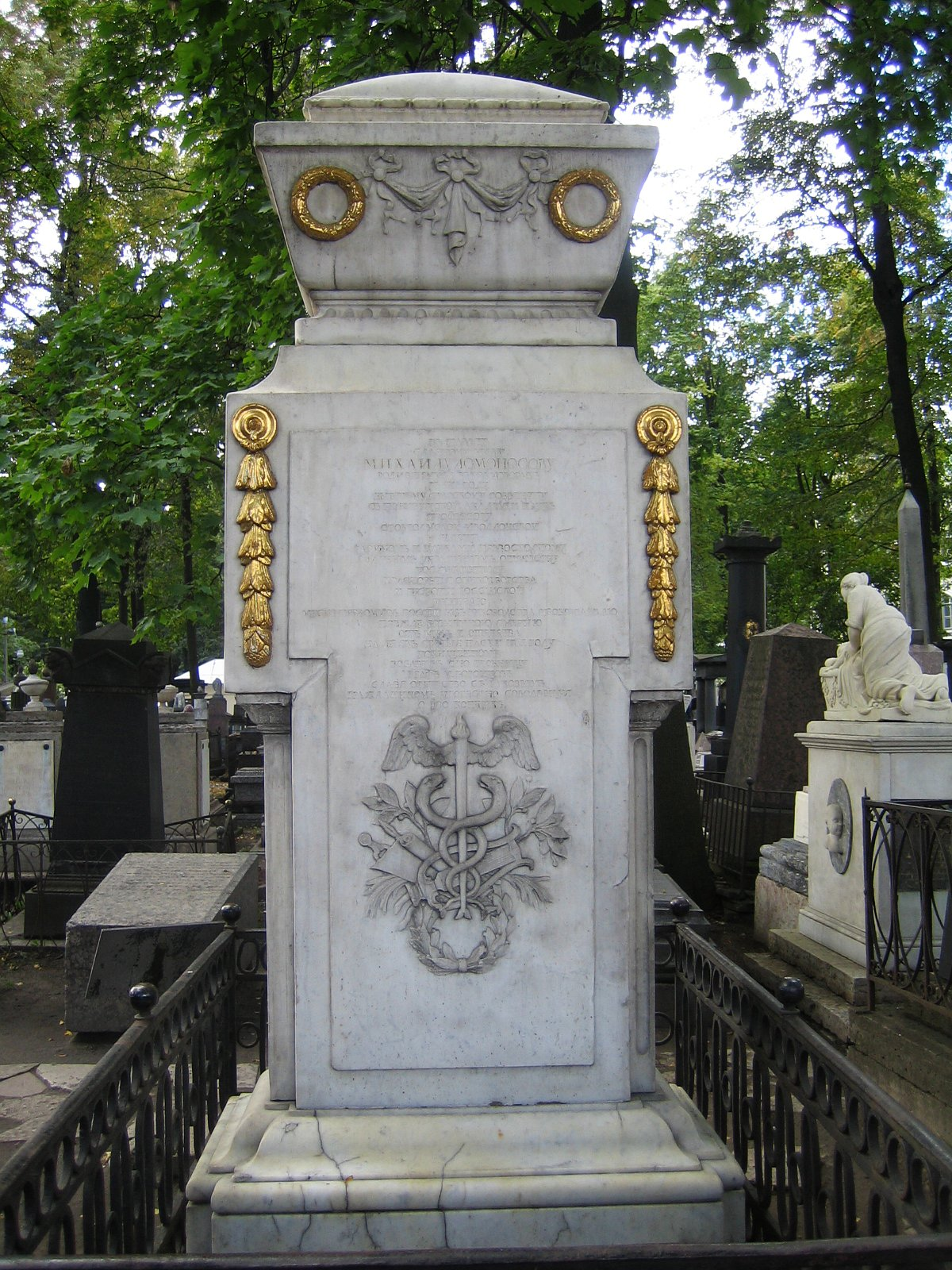
Michail Wassiljewitsch Lomonossows Grabstein in St. Petersburg

- 15. April: Michail Wassiljewitsch Lomonossow, russischer Universalgelehrter und Schriftsteller (* 1711)
- 18. April: Joachim Christian Friedrich von Itzenplitz, preußischer Generalmajor (* 1706)
- 26. April: Johann Michael Zink, deutscher Maler und Musiker (* 1694)
- 05. Mai: August Friedrich Graun, deutscher Kantor und Komponist (* 1698/99)
- 16. Mai: Johann Adam Delsenbach, fränkischer Kupferstecher (* 1687)
- 17. Mai: Alexis-Claude Clairaut, französischer Mathematiker und Physiker (* 1713)
- 18. Mai: Viktor II. Friedrich, Fürst von Anhalt-Bernburg (* 1700)
- 31. Mai: Anselm Franz von Ritter zu Groenesteyn, kurmainzischer Kämmerer, Hofmarschall, zeitweise Vitztum sowie Architekt (* 1692)
- 31. Mai: Johann Christoph Schütze, deutscher Baumeister, Bildhauer und Maler (* 1687)
- 000Mai: José de Orejón y Aparicio, peruanischer Komponist (* um 1705)
- 06. Juni: Isaak Gottfried Gödtke, deutscher Verwaltungsbeamter und Chronist (* 1691)
- 12. Juni: Nils Bielke, schwedischer Graf und päpstlicher Kammerherr (* 1706)
- 12. Juni: Oswald von Hohenzollern-Sigmaringen, badischer Domherr in Köln (* 1715)
- 18. Juni: Ferenc Barkóczy, Erzbischof von Eger und Erzbischof von Gran (* 1710)
- 19. Juni: Johann Christoph Rost, sächsischer Dichter (* 1717)

### Drittes Quartal
- 06. Juli: Ferdinand Zellbell, schwedischer Komponist (* 1689)
- 09. Juli: Caspar König, deutscher Orgelbauer (* 1675)
- 15. Juli: Charles André van Loo, französischer Maler (* 1705)
- 18. Juli: Philipp, Herzog von Parma, Piacenza und Guastalla (* 1720)
- 22. Juli: Carl Alexander Clerck, schwedischer Entomologe und Arachnologe (* 1709)
- 23. Juli: Köse Bahir Mustafa Pascha, Großwesir des Osmanischen Reiches
- 11. August: Johann Georg Gigl, Schweizer Stuckateur (* 1710)
- 15. August: Balthasar Augustin Albrecht, Münchener Hofmaler (* 1687)
- 16. August: Tharsander, preußischer evangelischer Pfarrer (* 1692)
- 17. August: Reinhard Adrian von Hochstetten, Ritter des Deutschen Ordens (* 1700)

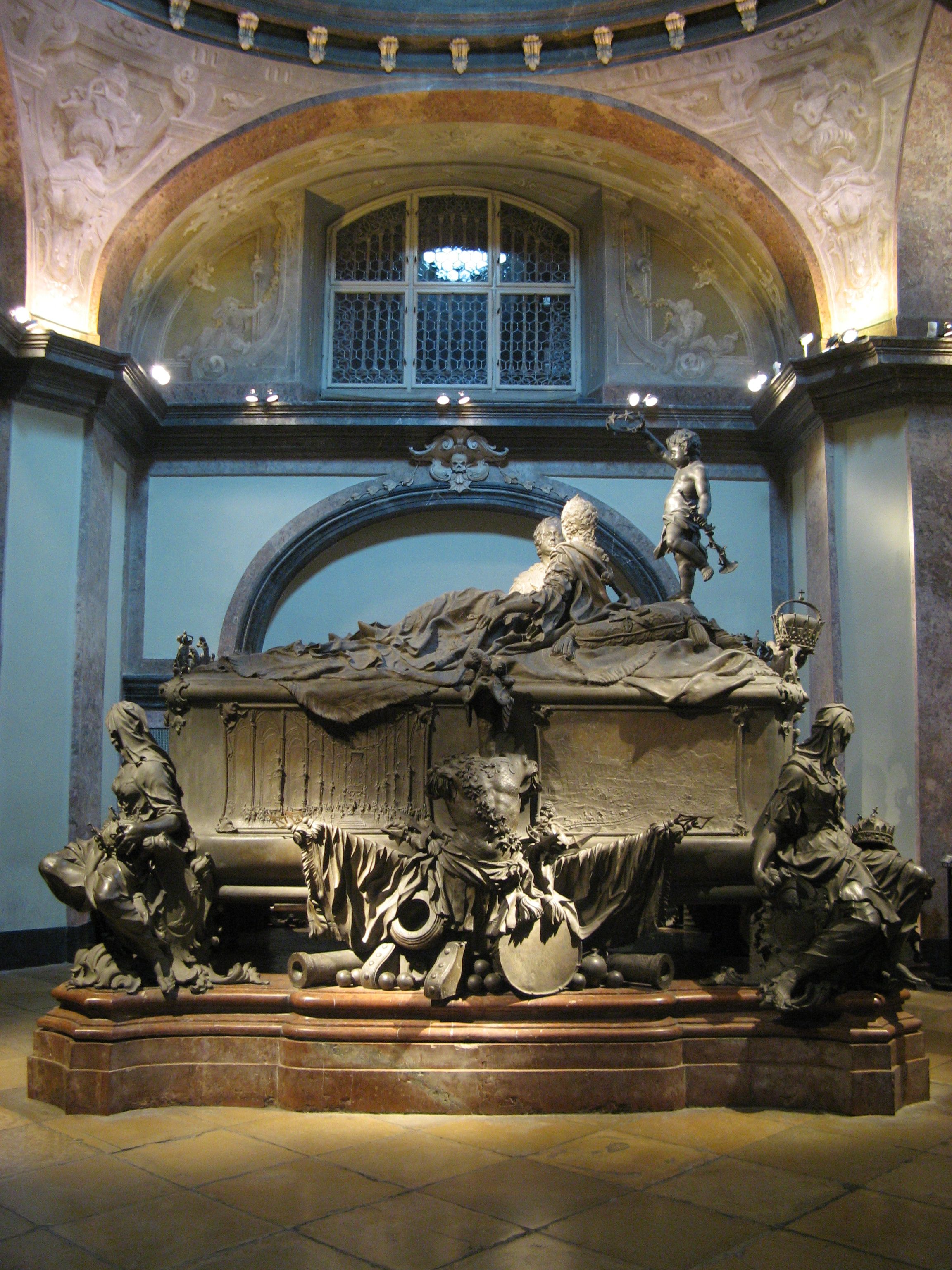
Grab von Kaiser Franz Stephan in der Kapuzinergruft

- 18. August: Franz I. Stephan von Lothringen, Kaiser des Heiligen Römischen Reiches (* 1708)
- 19. August: Axel Frederic Cronstedt, schwedischer Chemiker (* 1722)
- 31. August: Johann Balthasar Antesperg, deutscher Sprachforscher und Hoflehrer (* 1682)
- 02. September: Henri Bouquet, Schweizer Reisläufer in Diensten der Niederlande, des Königreiches Sardinien-Piemont und der britischen Krone (* 1719)
- 05. September: Anne-Claude-Philippe, Comte de Caylus, französischer Antiquar und Sammler (* 1692)
- 12. September: Johannes Ernst, Schweizer evangelischer Geistlicher (* 1683)
- 21. September: Johann Martin Gumpp der Jüngere, österreichischer Architekt (* 1686)
- 26. September: Jean-Baptiste Bénard de La Harpe, französischer Entdecker und Kolonist in Louisiana (* 1683)
- 28. September: Giampietro Zanotti, italienischer Maler, Radierer, Dichter und Kunsthistoriker (* 1674)

### Viertes Quartal
- 01. Oktober: Johann Evangelist Hölzl, bayerischer Maler (* 1716)
- 14. Oktober: Alexander David, herzoglicher braunschweigischer Hof- und Kammeragent und kaiserlicher Faktor (* 1687)
- 19. Oktober: Amalie Sophie von Wallmoden, deutsche Adelige und Mätresse des britischen Königs George II. (* 1704)
- 21. Oktober: Giovanni Paolo Pannini, italienischer Maler und Architekt (* 1691)
- 26. Oktober: Ludwig Batthyány, ungarischer Hofkanzler und Palatin (* 1696)
- 28. Oktober: Martin Speer, Regensburger Maler (* 1702)
- 31. Oktober: Olivio Sozzi, italienischer Maler (* 1690)
- 31. Oktober: William Augustus, Duke of Cumberland, britischer Heerführer (* 1721)
- 09. November: Josip Kazimir Drašković von Trakošćan, kroatischer Adliger und General der österreichischen Reichsarmee (* 1714)
- 15. November: Sophie Dorothea Marie von Preußen, Markgräfin von Brandenburg-Schwedt (* 1719)
- 28. November: Dionísio Gonçalves Rebelo Galvão, portugiesischer Gouverneur von Timor und Solor
- 29. November: Anselmo Lurago, italienischer Baumeister in Prag (* 1701)
- 13. Dezember: Louis François Anne de Neufville, duc de Villeroy, Pair von Frankreich (* 1695)
- 14. Dezember: Johann Peter Benkert, Hofbildhauer zu Bamberg und Gastwirt in Potsdam (* 1709)
- 14. Dezember: Axel Erik Roos, schwedischer Baron, Generalleutnant und Landeshauptmann (* 1684)
- 17. Dezember: Conrad Friedrich Hurlebusch, deutscher Komponist (* 1691)
- 20. Dezember: Louis Ferdinand de Bourbon, dauphin de Viennois, Sohn und Thronfolger Ludwigs XV. von Frankreich (* 1729)
- 20. Dezember: Maria Flint, deutsche Kindesmörderin (* um 1739)
- 21. Dezember: Andreas Mitterreither, österreichischer Orgelbauer (* 1688)
- 21. Dezember: Josef Stammel, österreichischer Bildhauer (* 1695)
- 29. Dezember: Friedrich Wilhelm, Prinz von Großbritannien, Angehöriger der britischen Königsfamilie (* 1750)
- 000Dezember: Abraham Kyburz, Schweizer evangelischer Geistlicher (* 1700)

### Genaues Todesdatum unbekannt
- Didier-François d’Arclais de Montamy, französischer Staatsbeamter, Naturgelehrter und Enzyklopädist (* 1702)
- Muhammad ibn Saud, erster Imam der saudischen Dynastie (* 1710)
- John Parker, britischer Maler (* 1710)
- Giovanni Pompeo Piccolomini, Herzog von Amalfi und Graf von Celano sowie Grundherr der ostböhmischen Herrschaft Nachod (* 1694)
- Manuel Joseph de Quirós, guatemaltekischer Komponist und Kapellmeister (* um 1690)
- Anna Maria Theresia von der Recke, deutsche Unternehmerin in der Montanindustrie (* 1710)

### Gestorben um 1765
- 1765/1767: Johann Georg Glume, deutscher Bildhauer (* 1679)